# ペケ×ポン
『ペケ×ポン』は、フジテレビ系列で2007年4月11日から2016年2月23日まで放送されていたクイズ・ゲーム企画を主体にしたバラエティ番組。番組キャッチコピーは「ペケな気持ちも、ポンとふっとぶ」。

## 概要
2007年4月、「タカトシ×くりぃむのペケ×ポン」として毎週水曜日 0:45 - 1:08（火曜深夜、JST）の枠で開始。当初の半年はくりぃむしちゅーとタカアンドトシが違和感のある企画を行い、予想外の発見や結果を楽しむ番組であった。
2007年10月17日放送分から「ペケ×ポン シックスプランズ」に改題してリニューアル。ゴールデンタイムで通用することを想定した6つのクイズ・ゲーム企画（実際に放送されたのは、5企画+2007年度分の総集編）の中から放送する。
2008年4月9日放送分から、クイズ・ゲーム企画中心の路線はそのままに再び副題を「ゴールデンプランズ」に変更。2008年10月の改編に伴い、2008年10月7日から火曜日の23:00 - 23:30（JST、バラパラ枠）に移動・昇格すると同時に、「ペケ×ポン」に改題した。
『人生もっと満喫アワー トキめけ!ウィークワンダー』の後番組として、2009年4月24日放送の2時間スペシャルより『ゲーム&クイズバラエティ ペケ×ポン』と改題して毎週金曜日 19:00 - 19:57（JST）に移動。ゴールデンタイム・プライムタイム帯へ昇格した。ただし、金曜19時枠はいわゆるローカルセールス枠であるため、一部の局では時差放送となった（後述）。
また2010年11月にフジテレビTWOにて再放送されている。
『新春かくし芸大会』の後番組として2011年・2012年には元日に拡大版のスペシャルが放送された。尚、2011年1月1日（土曜日）18:00 - 21:30（JST）、2012年1月1日（日曜日）18:00 - 21:00（JST）にそれぞれ番組初の土曜日と日曜日での放送となった。
2012年から、改編期や年末年始でない時期でも2時間SPを多発していた。
2015年4月14日より、番組名を『ペケ+ポン (読みはペケポンプラス) 』として、毎週火曜日 19:00 - 19:57（JST）に改題・枠移動したが、引き続きローカルセールス枠として維持された。また、番組開始以来初めて、音声モードがモノラルからステレオに変更された。
2015年4月以後視聴率が低迷していたこともあり、2016年2月23日放送分を以って約9年間の歴史に幕を下ろし、放送終了。最終回では番組レギュラーによる挨拶はなかったが、放送終了直前に「くりぃむ、柳原、タカトシの新番組、この春始動! 乞うご期待」のテロップが表示された。
2016年4月26日以降は後番組としてくりぃむしちゅー、タカアンドトシ、柳原可奈子が続投し、『人気者から学べ そこホメ!?』が放送開始。同番組は半年で終了したが、2016年11月8日以降は本番組と同じ出演者で『今夜はナゾトレ』が放送されている。2022年4月で当番組・『そこホメ!?』・『ナゾトレ』の合計放送期間は15周年を迎えた。
当番組の1コーナーである「ペケ×ポン川柳」は、2019年1月8日に後継番組『今夜はナゾトレ』特別編（19:00 - 21:00）として、4年ぶりに復活。以後、不定期に放送されている。

## 出演者
レギュラー
- くりぃむしちゅー（有田哲平〈赤〉・上田晋也〈緑〉）
  - 上田は、多くの企画でコーナーの進行役を担当。ただし、「順番家の食卓」「パパマルキュー 〜娘の為にショッピング〜」などの企画や、『ペケポンプラス』以降においては、他のメンバーとともに解答者となる。
  - 2012年4月6日放送分の「金額別ターンテーブル」では、上田が喉のポリープ手術で休養中のため、司会代理として兄の上田啓介が登場した。
  - 有田は『ペケポンプラス』以降、一部コーナーで柳原・榎並と共に進行役を担当。
  - 字幕放送の際の字幕の色は、有田が緑、上田が黄色。
- タカアンドトシ（タカ〈黄〉・トシ〈青〉）
  - 2009年9月18日放送分の「金額別ターンテーブル」では、収録時にトシが椎間板ヘルニアの手術をしていたため、ブラックマヨネーズの小杉竜一が代役で出演した。
  - 字幕放送の際の字幕の色は、ふたりとも白。
- 柳原可奈子（ピンク） - ゲストとして度々出演していたが、2007年12月29日のペケポン年末SPから正式にレギュラーに昇格。
  - 「パパマルキュー 〜娘の為にショッピング〜」のみ、本田アナとともに進行役（カリスマ店員役）となる。『ペケポンプラス』以降では、榎並と共にコーナーの進行役を担当。
  - 字幕放送の際の字幕の色は、水色。
- 夏木マリ（紫） - 2012年7月20日放送分の「金額別ターンテーブル」で全問正解を条件にレギュラー入りを自ら志願、全問正解を達成して新レギュラーとなった。但し毎週出演する訳ではなく、夏木のスケジュールに合わせての不定期出演となる。

進行役
特記なき者はフジテレビアナウンサー。
- 田淵裕章 - 「イレイサーシリーズ」「ターンテーブルシリーズ」でボイスチェンジャーを用いて、問題を出題する。
- 生野陽子 - 4月24日のゴールデン進出記念2時間特番での「ペケポン川柳」、5月15日・22日の「旬モノはどれだ」の進行役を担当。
- 松尾翠（元フジテレビアナウンサー） -『ゴールデンプランズ』時代、殆どの企画で上田と共に進行役を担当。「高普安」はナレーションで進行。「シャッフルプレス」・「トークSP」は出演なし
- 松村未央 - 2011年10月21日の「旬モノはどれだ」の進行役を上田とともに担当。
- 宮澤智 - 2012年8月10日・17日の「金額別ターンテーブル」の進行役を上田とともに担当。
- 高島彩（元フジテレビアナウンサー）- 「ミチシルベ」のコーナーを上田とともに担当。
- 本田朋子（同上） - 『ペケポン』（23時台）から2013年9月まで、上田と共に進行役を担当。
  - 「順番家の食卓」と「辞書の間」のみ上田が他のメンバーとともに解答者となるため、1人で進行を担当。
- 三田友梨佳（同上） - 2013年10月4日から2015年3月まで、上田と共に進行役を担当。
- 榎並大二郎 - 2015年4月14日から、レギュラーと共に進行役を担当。一時期「ターンテーブルシリーズ」でボイスチェンジャーを用いた正解発表ナレーションを行ったこともある。

ナレーション
- 服部伴蔵門
- 椿原慶子（フジテレビアナウンサー）-「ペケポン川柳シリーズ」ナレーション、「シャッフルプレス」でボイスチェンジャーを用いて、問題を出題する。
- 加藤精三 - 「順番家の食卓」の天の声を担当。
- 平泉成 - 「ペケポン川柳シリーズ」の川柳読み手と正解・不正解の判定音を担当。

## コーナー

### 「引き出し王」シリーズ
金曜19時台後期からペケポンプラスまで実施。
辞書の間
小学生用の国語辞典に載っている2つの単語の間に載っている言葉（初回は20個、2回目以降は10個）を答えていく。
ペケポンチーム4人とゲストチーム4人の対戦（初回のみペケポンチームに上田を加えた5人勝負）。交互に1人ずつ該当する単語を30秒以内に解答（初回は口頭のみ、2回目以降はモニターに筆記）。正解すればクリア。時間内に何回でも解答可能。出なかった場合は失格となり以降の参加権を失う。
相手4人が全員失格するか、最後の1つを答えることができればその問題を獲得。2問先取で行い、負けたチームは辞書型巨大冷却ガス噴射器で大量の冷却ガスを吹き付けられる。
（言葉の）引き出し王決定戦
4人1チームで様々なジャンルの問題に解答する。1人1個ずつ20-30秒の制限時間内に答え、答えられなかった回答者は脱落。回答者が全滅したチームは敗退となる。なお、三省堂の新明解国語辞典の中に載っている言葉を対象としており、他の辞書にはあっても新明解国語辞典に入っていない言葉は不正解となる。
- 問題の種類

「辞書の間」
前述を参照。
「逆引き」
指定された2つの指定された2文字で終わる言葉の間にある10個の言葉を当てる。ヒントとして平仮名か片仮名の語尾の2文字が出される。
「ことわざ」
指定された2つのことわざの間にある10個のことわざを当てる。ヒントとして、ことわざの頭文字（平仮名か漢字）が出される。
「中抜き」
指定された2つの指定された頭文字1文字で始まり、指定された語尾の文字1文字で終わる言葉の間にある10個の4文字の言葉を当てる。ヒントとして、片仮名か平仮名で最初の文字と最後の文字が出される。
「常識問題」
統計など提示されたお題 に沿って、指定された2項目の間に入る項目を当てる（正解数が10個以下の場合もある）。ヒントとして頭文字（平仮名、カタカナ、漢字、アルファベットなど。但し、答えが都道府県名や市の名前などの場合はノーヒント）が出される。
「ゲスト問題」
ゲストからの出題として「ゲストが好きな芸人ランキング」などプライベートな事にまつわる問題が出題される。
「落下熟語」
片方の漢字が欠けている二文字の熟語ブロックが落下して、最大10個まで積み上がっていくので、それらに共通して当てはまる漢字を答える。
2014年4月18日放送分では、2チーム敗退した後に敗者復活ステージとして実施。1対1の勝ち抜き戦で、先に相手4人を全て脱落させたチームが復活。
2014年5月2日放送分以降は本戦で実施。分かった人から答えをモニターに書いた後早押し。正解した人から抜けていき、最後まで残った1人が脱落。また、誤答・ブロックが10個積みあがってから10秒以内に正解できなかった場合も脱落。
「シャッフル言語」
出された9文字の漢字を組み合わせ三文字熟語を3つ作る。
「落下熟語」同様早書き早押しで行い、3つ全て正解すれば勝ち抜け。最後までわからなかった人・誤答は脱落。ヒントとして出題から20秒後にそれぞれの頭文字が発表される。
「穴埋めナンバーズ」
数値が答えとなる問題が出題。それぞれ数値のうち1ケタが隠されており、それに当てはまる数字を答えていく。
チームによる合議を行い、答える問題と解答を発表。正解で続行、不正解で終了となる。問題は10問の場合は0~9、8問の場合は8つの数字が1回ずつ使われるため、正解すれば選択肢となる数字も減っていく。
敗者復活では2チームが1回ずつ挑戦し、正解数の多いチームが敗者復活。
賞金チャレンジでは一度も間違えずに全問正解すれば賞金獲得。
- ルールの変遷

コーナー開始当初
ペケポンチームとゲストチーム、それぞれ4人1組の対抗戦。
1人1個ずつ20-30秒の制限時間内に口頭で解答し、答えられなかった回答者は脱落。
相手チームを全員脱落させたチームに10ポイントが加算され、全員復活し次のセットへ移る。
先に所定ポイントを獲得したチームの勝利。負けたチームは辞書型巨大冷却ガス噴射器で大量の冷却ガスを吹き付けられる。
中期～後期
レギュラーのペケポンチームを加えた4人チームが3〜4チーム同時に挑戦する。
1人1個ずつ20-30秒の制限時間内に答え（当初はモニターに筆記して答える形式だったが、後に口頭に変わった）、答えられなかった回答者は脱落。全滅したチームは敗退となる。
1回の放送では2-3ステージを行い、残りチームが規定数になったところで、残っているチームは次のステージに進出、その際勝ち残っているチームで脱落したメンバーも復活する。これを繰り返し、最後まで残った1チームが優勝となる。
優勝チームは賞金チャレンジ「穴埋めナンバーズ」に挑戦し、全問正解することができれば賞金獲得となる。
引き出し王
上田以外のペケポンメンバーがゲストの芸人とタッグを組んで解答する。
問題は「ゲスト問題」に固定、制限時間は20秒。解答順はトシ→タカ→柳原→有田、奇数順目はゲストの芸人が解答する。
数問行い、正解数が多かったペアが優勝。優勝ペアにはゲストが真剣に考えた「今一番プレゼントしたい物」が送られる。

### 「ペケポン川柳」シリーズ
一般公募の川柳コンテストの入選作や、番組ホームページで募集した「投稿川柳」から出題。VTRで作品の背景を表した3・4枚の静止画を見た後、下の句の5文字（場合によっては6文字）を推理する。
残り6秒辺りから観客の「あー」のどよめきが入り、解答後、上田の「さあどうだ！」に続き判定音が流れる。一人目が不正解でヒントが貰え、以降は正解が出ない度に1個ずつ、計4個のヒントが出される。(2個目特にタカに対しては「二つの意味を表す言葉が入る」が出されることが多い)。1人ずつ順番に15秒以内に解答。
解答が不正解でも文字の位置が合っていれば、合っていた文字の部分が開き、次に答える人への手掛かりとなる（但し、文字数をオーバーすると正解の文字があっても開かず、文字数が足りない場合は正解の文字が開く）。
ヒントや開いた部分の文字を参考に、正しい下の句を当て、全ての文字を開ける事が出来れば正解となる。
川柳の読み上げ及び正解・不正解の判定音は、平泉成が読み上げている。
「ゃ、ゅ、ょ」といった小文字は前の文字と含めて1文字として扱われるが、「っ」の場合は単独で1文字となる。
ルールの変遷
基本的なルールはそのままに、放送時期によってチーム分けやルールが異なっていた。シリーズに共通して、回答席の上に機械仕掛けのししおどしが設置され、解答者の頭を直撃する罰ゲームが行われていた。
- 23時台初期（ペケポン五・七・五）

有田チーム（有田・柳原＋ゲスト2人）対トシチーム（タカトシ＋ゲスト2人）の4対4チーム戦で、交互に1問ずつ、全3問を挑戦していく。
解答権は1人1回ずつの計4回で、4回以内に正解できれば10ポイント（最終問題のみ20ポイント）獲得、正解できなければししおどし落下。合計ポイントが多かった方のチームが、ノーヒントのボーナス問題に挑戦。正解できれば賞金30万円獲得。
- 23時台後期 （ペケポン五・七・五）

1人のゲストが、助っ人役のレギュラーと共に挑戦。問題のテーマが発表された後、トシ・タカ・柳原・有田の中から1人を選択。一度選んだメンバーを再び選ぶことはできない。
解答権は1人2回ずつの計4回で、正解できなければししおどし落下。2〜3問出題した後、協会からゲストに対して成績に応じた俳号が贈られて、最後にゲスト自らその俳号を披露する。
- 金曜19時台初期

ゲストとレギュラーの5人で順番に挑戦。解答権は1人1回ずつの計5回で、正解できなければししおどし落下。
計3問行い、正解数×10万円の賞金を賭けて、ノーヒントのボーナス問題に挑戦。正解すれば賞金獲得。
- ゲストVS川柳四天王

レギュラー扮する「川柳四天王（席順はトシ・タカ・柳原・有田の順）」とゲストの対戦式。
2チーム交互に解答権が移り、正解した方のチームが得点を得る。両チーム1人ずつ不正解の場合はヒントが出され、以降は不正解の度に1個ずつ計4個のヒントが出される。
先に規定の問題数を先取したチームの勝利となり、負けたチームはししおどし落下の罰ゲームを受ける。
一定期間を1シーズンとし、四天王はゲストチームに一定数勝利することができればご褒美として旅行を獲得。一定数敗北した場合は「修行」としてスカイダイビングや滝修行といった罰ゲームを受ける。
- タッグマッチシーズン

トシ・タカ・柳原・有田が、くじで決定したパートナーとコンビ組んで問題に答え、規定の正解数を獲得したチームが勝利となる。
先に10勝した四天王がご褒美、残りは全員修行行きとなる。シーズン途中に「謎解き川柳」にリニューアルされた為ご褒美・修行は実施せず。
- 謎解き川柳

四天王とゲストチームの対抗戦で、様々な言葉遊びを用いた4種類の川柳問題に解答、合計点を競う。問題のスキットはイラストで出される。各方式ごとに4-5問出題され、1問正解ごとに10ポイント獲得。
問題は、2つの意味を持っている下の句を当てる「2つの意味川柳」、中の句が上から読んでも下から読んでも同じ文章の「回文川柳（ヒントとして真ん中の文字か開いており、各チーム1人ずつ不正解で最初と最後の文字が開く。問題の性質上、正解の文字があっても開かない）」、上の句と中の句がなぞなぞの問題で、下の句で答えを出す「なぞなぞ川柳（問題の性質上、正解の文字があっても開かない）」、上の句の文字を並べ替え、中の句と繋がる様に下の句を答える「並び替え川柳」の4種類。
当初は4人合わせて60秒の制限時間内に、1人1問計4問の正解が出れば10ポイント獲得というルールであった。その後、回答方法は同じだが、90秒の制限時間が尽きるまで何問でも解答でき、1問正解につき10ポイントを獲得できるルールに変わった。
- 四天王サバイバルマッチ

トシ・タカ・柳原・有田が4チームに分かれ、川柳に不慣れなゲスト2人とともに3人チームを組んで対戦する。
問題は2つの意味を持つ問題に加え、初期に出題された、上の句や中の句に引っ掛けた下の句を当てる形式となる。難易度は星で表示され、0.5刻みで最高5つとなっている。
トーナメントで戦い、席はゲスト2人、四天王の並びで、不正解で相手に解答権が移る。各チーム1人ずつ不正解でヒントが出され、以降は不正解の度に1個ずつ計4つのヒントが出される。予選は30ポイント先取で決勝進出、決勝は規定点先取で行われ、優勝チームには賞金30万円が与えられる。
優勝チームには賞金が贈られ、更に優勝チームの四天王に1勝が加算される。先に5勝した四天王にご褒美が贈られ、残りの3人が修行となる。
「ゲストVS川柳四天王」実施期間中は、「ペケポン川柳」のほかに以下の別バージョンの企画を「ペケポン川柳」と週替わりで実施していた。いずれも言葉遊びに関するもので、15秒の制限時間のうちに解答する点、敗者は肩や頭を叩かれる罰を行われる点が共通。
ペケポンなぞかけ
春風亭小朝が「なぞかけ人」として出題者となり「○○とかけて□□と解く、その心はどちらも××でしょう」の「××」の部分を当てる。問題VTRには小朝の弟子である五明樓玉の輔が出演。
小坊主に扮したペケポンチームとゲストチームの対抗戦。交互にスリーカウント後に解答し、正解なら「お見事!」、不正解なら「おととい来やがれ!」コールが出される。正解が出ない場合は、司会者からヒントとして文字数が発表される。先に規定問題数を先取したチームの勝利となる。
2010年3月12日放送分からルールが早抜け方式に変更。出題後に分かった人から挙手、紙に筆ペンで解答を書き、それを後ろのカメラに映して上田が判定する。なお、挙手の際にはゲストチームの解答者であるねづっち（Wコロン）を真似て「整いました!」とコールする。正解の際は、自分の席の「わかってない」の札を裏返し「わかった」を表示させて抜けていく。正解が出ない場合は司会者からヒントが出される。先にチームの全員が正解で得点となる。
2010年11月12日放送分から再び交互に解答する方式に戻り、問題の冒頭から正解の文字数表示・両チーム1人ずつ不正解の際の司会者からのヒント・解答の制限時間15秒が付け加えられた。
負けたチームは解答者の背後に和尚が登場、小朝の「よく反省せい、喝!」のコールと共に警策で肩を叩かれる。
MAX敬語
出題VTRにてMAX商事の社長の名高達男が、新入社員で部下の岩田さゆりが言った問題文の会話の中の間違った一部分の言葉に一喝、その言葉を最上級の敬語（MAX敬語）に言い直す。
解答の制限時間は15秒。両チーム1人ずつ不正解でヒントとして正解の敬語の最初の文字を提示、以降は2文字目・3文字目と提示され、最後の1文字になったらヒントは終了となる。正解で「MAX敬語!」、不正解で「NO敬語」コールが出される。また、御意見番として町田健が解答や正解の解説を行う。
男性用スーツとメガネに七三頭のカツラを装着したペケポンチームとゲストチームの対抗戦。交互に解答し正解でポイント、先に規定のポイントを獲得したチームの勝利。負けたチームは背後から腕を回転させて頭を叩かれるゲンコツマシーンの「ゲンコツ専務」からのゲンコツを受ける。
チャイナしりとり
中国語で表記された言葉を日本語に翻訳して答える。ペケポン川柳などと同様に1人15秒以内に解答する。
トシ→ゲスト1人→有田のチームとタカ→ゲスト1人→柳原のチームによる対抗戦（チーム名はゲストの名前が冠される）。それぞれ交互に解答し、解らない場合は正解の単語に関するヒント（文字数やジャンルなど）が与えられる。また、1問目のみ単語の頭文字が開かされる。
正解したチームは次の問題の第1解答権（基本的に先攻が有利なゲームであるため、アドバンテージとなる）を得る。そのため解答順は交互ではなく、例として先攻のトシが正解した場合、次の解答者は有田チームのゲスト→タカ→有田という順番になる。
正解の単語はしりとりとなっており、出された単語はうずまき状のマス目に埋めていく。25文字目のマスを埋めた単語を答えたチームの勝利となる。そのため、これまで全く正解していなくても最後の単語のみ正解すれば勝利することも可能。負けチームは激痛足ツボマッサージを受ける。
ペケポン就活
給与・勤務時間・条件・勤務地・注意事項などの条件から職種名を当てる。最初のヒントとして3つの条件が出され、更にその職種に就いている人物からのコメントが出される。両チーム1人ずつ不正解でヒントとして更に条件が1つ出され、最高4つまで出される。解答の制限時間は15秒。正解で「内定」、不正解で「不採用」コールが出される。
リクルートスーツを着たペケポンチームとゲストチームの対抗戦。交互に「○○○（正解だと思う職種名）一生懸命働きます!」と解答するが、職種名が分からない場合は仕事内容を答え、合っていれば正解と認められる。先に既定のポイントを獲得したチームの勝利。負けチームは背後から腕を回転させて頭を叩かれるゲンコツマシーンの「ゲンゴツ人事部長」からのゲンコツを受ける。

### 「ターンテーブル」シリーズ
中華料理店を模したセットで、トシ・タカ・柳原・有田とゲストが円卓を囲み行われる。共通のルールとして、問題となる料理を試食し、低価格帯の料理か高級料理かを見極める。正解数に応じて賞金が発生するが、円卓自体がターンテーブル（回転盤）となっており、不正解のたびにテーブルを中心に椅子の下の回転盤が高速回転する罰ゲームが行われる。
舌戦!グルメ対決 ターンテーブル
火曜23時時代（2008年10月28日～2009年3月17日）、金曜19時初期（2009年4月24日～8月7日・9月4日）まで実施。
最初に出題される料理のジャンル及び設定金額を発表。テーブルに置かれた料理5-6品のうち、1品だけ値段が異なる（設定金額の2倍以上もしくは半額以下）仲間外れの料理がある。
1人1品ずつ料理を食べて金額を推理。全員料理を食べたら、それぞれの推理を纏めて仲間外れ料理と思われる料理を1品選ぶ。
解答のチャンスは4回あり、1回目・2回目はゲストが、3回目・4回目はゲストが指名したレギュラーメンバーが答える。正解するか4回目を間違えるまで選び続けないといけない。1回目で正解すれば賞金10万円、2回目で正解なら賞金5万円、3回目で正解なら3万円、4回目で正解なら1万円。全不正解で賞金なし。不正解（＝仲間料理を選ぶ）度に、解答者が座っている席がテーブルを中心に高速回転する。
金額別ターンテーブル
当時おバカキャラであったつるの剛士がゲスト出演時の特別ハンデとして実施後、レギュラー化された。
最後の二品を除いて一品ずつ料理が出され、トシ・タカ・柳原・有田・ゲストが1人1品ずつ食べて推理する。また料理名は知らされていないため、試食の際はヒントになるコメントを言っていく必要がある。ラスト二品を除き他の料理と見比べることは出来ない。
選択肢は「500円」・「2500円」・「5000円」・「1万円」・「3万円」の5種類。ゲストが2人の場合「500円」・「2500円」・「5000円」・「1万円」・「2万円」・「5万円」の6種類。ヒントをもとにゲストはその料理の金額を当てる。
一品正解につき賞金2万円、ラスト二品は一品正解で残りの一品も正解となり倍の4万円獲得。不正解の場合はテーブルを中心に、椅子の下の回転盤が高速回転する。回転スピードは不正解の度にアップし、ラスト二品で不正解となると回転スピードが2ランクアップとなる。
一流の見極め
「金額別ターンテーブル」からの派生企画。女優、セレブらがそれぞれ1チーム8人の2チーム（チームキャプテンを1名ずつ擁立。トシ・タカ・柳原・有田が各チームにそれぞれ2人ずつ入る。）を構成し対決する。
出題問題は、着物や宝石などの高級品が登場し、商品の価格を複数の選択肢から当てるものと、料理が登場し「高級店」か「大衆店（チェーン店）」かを当てるものの2種類ある。
チームメンバー全員が一斉に解答。正解した人数×10点がチームに加算される。ただし、1回の放送で1度のみ、チームキャプテンが「強権」を発動することができ、発動した場合は強制的に全員の解答がキャプテンが決めた物と一緒になる。
1チームごとに1問に挑戦し、1問ごとに解答チームを交代。数問行い合計得点の多いチームの勝利。また、最終問題においてビハインドのチームの解答が割れ、どの選択肢が正解であっても相手チームに届かないことが決定した場合（「強権」も使えない場合）はその時点で敗北が決定する。

### 「旬モノはどれだ？」シリーズ
テーマに沿った多数の項目から、トシ・タカ・柳原・有田とゲスト数名がくじ引きで設定した順番に選択し解答する。勝ち抜け制度で、正解の場合は正解者席へ移動、不正解の場合は罰ゲームを受けたのち居残りとなる。正解数は解答者数より1品少なく設定されており、最後まで正解できなかった者が敗者となり更なる罰ゲームを受ける。
旬モノはどれだ？
旬の食材が味わえる料亭「旬」を舞台に、有田・タカトシ・柳原のレギュラー4人と今が旬なゲストが来店客（解答者）、上田が料亭の大将、本田アナが女将に扮する。
用意された15品の食材の中から、放送月が旬の食材を当てる。正解数は解答者数より1品少なく設定されており、解答順は事前のくじ引きで決定。1人ずつ食材を選択し、その食材を使った料理を試食する。試食後に出されるお茶を飲み、それが美味しいほうじ茶であれば正解で勝ち抜け、濃度400%の苦いせんぶり茶であれば不正解で居残りとなる。旬じゃない食材が残り1品だけになるか、残り2人になったら、一騎討ちとして順番に食材を選んだ後、全員同時に試食・判定となる。
残り2人、または残り人数と残り商品の数が同じになったらサドンデス方式として、全員同時に選定・判定し「旬じゃない食材」を選んだ者が敗者となる。「旬の食材」を全て選び切った状態で2人が残っている場合、2人共敗者となる。
敗者には、用意された食材の中から1品を使って一発ギャグを披露する辱めを受けさせられる。2009年7月31日からは「旬の時期が過ぎた芸人のいる部屋」（旬じゃないルーム）に送られ、旬じゃない芸人のギャグをやらされる。勝ち抜けたゲストも、道連れで連れて行かれることもある。テツandトモはこの部屋のレギュラーで、最後は持ちネタの「なんでだろう」で盛り上げて罰ゲームを締めていた。
売れ月ホームセンター
「ホームセンターウレツキ」を舞台にペケポンメンバーとゲストは店員、上田が社長、本田が秘書という設定。
13~15個の商品の中に5品ある、放送月に一番売れる商品（売れ月）を選ぶ。残り2人、または残り人数と残り商品の数が同じになったらサドンデス方式となる。
選んだ商品をエキストラのおばちゃんに紹介し、「ありがとう」と感謝されれば正解・勝ち抜け。「そんなんいらんわ」と罵声を浴びせられたら不正解・居残り。サドンデスでは商品選択後、握手をされれば正解。罵声を浴びせられたら両者不正解。
最後まで残ってしまった人は罰としてクロマキールームへ行き、恥ずかしい写真に顔を合成させられ、その写真を1日8時間、計1週間マルチビジョンの車に大きく映し出され、番組宣伝を兼ねて人通りの多い街を走り回される（初回のみおばちゃんが待機する「お客様ルーム」に行き、おばちゃん達の無茶振りに応える。）
お江戸にござる
ペケポンメンバーとゲストが侍,上田が代官、本田が腰元という設定。解説者として、問題も監修している時代考証家の山田順子が出演。
11個の商品の中に4品ある、江戸時代からある（日本で作られている、もしくは伝来している）品物を選ぶ。残り2人、または残り人数と残り商品の数が同じになったらサドンデス方式となる。
正解は上田から告げられ「お江戸にござる」と言われたら正解、「お江戸にござらん」と言われたら不正解。サドンデスは「正解者は」の後に、正解者の名前か「ござらん」と両者不正解かを告げられる。
敗者は「野武士からの制裁」として、スポーツチャンバラの剣を持ち、回転する2体の野武士人形の打撃を受ける。初回ではさらに粉の中に落とされた。
わがままオーダー
提示された複数の項目のうち、 ある飲食チェーン店でメニューには載っていないが、要望があれば注文出来る・やってくれる事を当てる（追加料金や事前予約が必要な場合もある。）。正解の場合は、実際に行われるサービスをVTR、またはアシスタントの説明やテロップでの紹介、不正解の場合は、出来ない理由をアシスタントの説明やテロップで紹介される。
初回放送から3回目までは、ゲスト2名をリーダーとした3対3のチーム戦を採用。先攻チームがタカとトシ、後攻チームが有田と柳原が就く。
提示された16個の項目の中に正解が9個、不正解が7個あり、2チーム交互に解答。解答は「売れ月」同様に店員に扮したエキストラのオバちゃんに注文をして、正解ならば「かしこまりました」と注文を承り、不正解ならば「そんなんできるか!!」と怒鳴られる。正解で10ポイント獲得、先に50ポイント獲得するか、相手チームが4回不正解すると勝利。負けたチームは3個中2個辛い食べ物が入ったロシアンルーレットを行う。
2013年11月8日放送分からは、ゲスト1人と有田・タカ・トシ・柳原がチームとなり、提示された項目が「できる」か「できない」かをメンバー内で相談し、ゲストが解答を決定する形式に変更。7問連続正解で10万円分の食事券を獲得、不正解でハバネロ入り白あんの入った番組特製の饅頭「わがままん」を全員で食べる。だが、途中で難易度が高いとして、5問連続正解で10万円分の食事券、不正解で代表者が「わがままん」を食べるルールに変更された。また、数問で出題される店舗が変更され、連続正解中でも変更される。

### 「イレイサー」シリーズ
「シックスプランズ」から23時台第2回まで実施。
1問ごとに、4人1組で挑戦。5つの選択肢のうち、間違ったもの4つ（または正しいもの4つ）を、1つずつ削除していくゲーム。削除が正しければイレイサー成功。正しいもの1つ（あるいは間違ったもの1つ）を削除してしまうとイレイサー失敗となり、足元の床が割れ数メートル下の角型スポンジが敷き詰められたプールへ落とされる。問題は、天の声（田淵）が出題。
- シックスプランズ（ザ・イレイサー 削除しなさい）

推理イレイサー - ゲストが1名登場。そのゲストに関する問題が出題される（自宅の部屋の写真の中からゲスト以外の写真を削除せよ、現れた中年男性5人の中からゲストの父親以外の人物を削除せよ等）。
ニュースイレイサー、常識イレイサー - ニュース、一般常識に関する問題が出題される。
うろ覚えイレイサー - 日常で目にする有名企業のロゴや漢字5個の中から、間違っているものを削除していく。
2007年11月13日・11月20日放送分はレギュラー4人+ゲスト8人からランダムで4人が挑戦。
制限時間はなし。1人がイレイサーレバーを引きながら判定を待つ。イレイサー失敗者のみが落とされる。
2007年12月29日放送分のSPは4対4のチーム戦となり、タカトシチーム（タカ・トシ・柳原・ゲスト1人）とくりぃむチーム（有田・上田・ゲスト2人）に分かれて行われた。
チームの勝敗は得点制で、1つの問題においてイレイサーが1個成功ならば10点、2個ならば30点、3個ならば50点、全て成功ならば100点がそれぞれ与えられる。
2008年1月8日・1月29日・2月5日放送分はレギュラー5人の中から4人（1人は休み）。
制限時間が設けられ、1人15秒以内にイレイサーしなければならなくなる。放送回によっては、イレイサー失敗者に罰ゲームを課した事もある。
2008年2月12日・2月19日放送分は4対4のチーム戦となり、ペケポンチーム（上田以外のレギュラー）とゲストチーム（上田+ゲスト3人）に分かれて行われた。
イレイサーレバーが廃止され、制限時間は4人で30秒。イレイサーに失敗した場合、チーム全員が落とされる。
2008年2月26日放送分以降は上記と同様で4対4のチーム戦。
上記のルールに加え8つのジャンルから交互に1つずつ選択、そのジャンルに関する問題に挑んでいく様になる。
賞金制度が導入され、1回戦毎に2万円の賞金が掛けられどちらか一方が成功した場合、イレイサーを成功させたチームの勝利で2万円（+これまでにストックされた賞金）を獲得。両チームイレイサー成功もしくはイレイサー失敗の場合はそのラウンドの2万円は次のラウンドへストック、以降のラウンドで勝利を収めた場合、それまでストックされていた賞金も獲得。なお、最終問題終了の時点で未だストックされていた賞金は消滅となる。
- ゴールデンプランズ（ザ・イレイサー）

上田が進行役（6月3日放送分以降は、松尾も進行を担当）。ペケポンチーム（上田以外のレギュラー）対ゲストチーム（ゲスト4人）の4対4チーム戦。
2008年5月20日放送分
1st STAGEは1チームずつ挑戦。制限時間は4人で60秒。イレイサー成功で10ポイント獲得。5問連続で成功するかイレイサーを失敗した時点で、挑戦終了。
2nd STAGE（スペシャルチャレンジ）は各チームの代表者による2対2の個人戦。5つの選択肢の中に1つだけ在る正解の選択肢を選ぶ（大抵は、ランキングの1位を当てる問題）。1人1個選択肢を選んだ後（他の人と同じ選択肢を選ぶ事はできない）、1人ずつ正解発表。不正解が確定した時点で落下し、最後まで残った代表者のチームに30ポイント獲得。
1st・2ndの合計ポイントが多かったチームが勝利、賞金10万円獲得。
2008年6月3日放送分
1st STAGE「ランキングイレイサー」は、あるランキングの上位10項目の中から、1位以外の項目を1項目ずつ交互に選んでいく。
シンキングタイムは30秒。選んだ項目が2位以下であればセーフ、相手チームに解答権が移る。時間切れ・選んだ項目が1位だった場合は失敗、チームの4人が全員落とされる。このSTAGEで勝利したチームは、2nd STAGEの挑戦権を獲得。
2nd STAGE「FINALイレイサー」は出題された写真が、テーマに合うか合わないかを10秒以内に答える（答えるのは、代表者1人）。正解なら、そのまま次の問題へ移る。不正解・時間切れの場合は即落下、解答する代表者を代えた上で、次の問題へ移る。
問題は、20問（10問×2テーマ）出題。4人目が落とされる前に、20問出題し終わったらクリア。全員落下した場合は失敗。
2008年6月10日放送分のSP
ペケポンチーム（上田以外のレギュラー）+ゲスト4チームの5チーム戦。
1st STAGE「タイムアタックイレイサー」は1チームずつ挑戦。制限時間は4人で60秒。イレイサー成功で10ポイント獲得。5問連続で成功するかイレイサーを失敗した時点で、挑戦終了。
2nd STAGE「ランキングイレイサー」は落下したチームは以降の問題に参加出来ない。全4問を出題し、1問ごとに残った全チームに10ポイント。
3rd STAGE「サバイバルチョイス」はスペシャルゲストが出題する問題に、これまでの成績が悪いチームから選択肢を決定し、代表者がプールの上に立つ。不正解を選んだ代表者から落下し、正解を選んだチームが20ポイント獲得。全3問を出題し、3rd STAGE終了時点でポイントが最も少なかったチームは脱落。
決勝 STAGE「ザ・ターミナル」は後述を参照。全てのSTAGEでポイントが最も多かったチームがBONUS STAGEに進出。
BONUS STAGE「FINALイレイサー」は30問（10問×3テーマ）に変更。クリアできれば賞金100万円獲得。
- 23時台第2回（タイムアタックイレイサー）

1チームに対して3問出題。制限時間は4人で45秒。イレイサー成功で10ポイント（最終問題は20ポイント）獲得。
ポイントが最も多かったチームが、賞金30万円挑戦権獲得（問題は「ランキングイレイサー（制限時間は120秒）」）。
ザ・ターミナル
「ゴールデンプランズ」から23時台初回まで実施。「ゴールデンプランズ」時代はペケポンチーム（トシ・タカ・柳原・有田）対ゲストチーム（ゲスト4人）の4対4チーム戦、23時台初回は有田チーム・タカチーム・トシチームの3チームによる対戦。
交互に1問ずつ挑戦していく。
登場した物や人物に関する値段（後に台数など、値段以外の問題も登場）を、5つの選択肢の中から予想していく。
予め抽選で決められた解答順で1人ずつ、3カウント以内にSTOP（ベルトを止めて、解答を確定する）かTHROUGH（ベルトを流して次の人に解答権を譲る）を選択。
選択肢（予想金額）は段階的に高くなっていき、後の方になる程値が高くなっていく。正しい値の所でベルトを止めて、解答を確定していれば正解。
当初は不正解でも何もなかったが、その後炭酸ガスを噴きかけられたり、「イレイサーシリーズ」の様に足元が開いて底へ落とされたりする罰ゲームが追加された。
- ゴールデンプランズ

2008年6月10日放送分のSPは決勝STAGEとして実施。全3問を出題し、1問正解するごとに20ポイント獲得、不正解の時点で即終了。
2008年7月16日放送分から、賞金制度を導入。1ラウンド毎に2万円の賞金が掛けられどちらか一方が正解した場合、正解したチームの勝利で2万円（+キャリーオーバー分）を獲得。両チーム正解または不正解の場合はそのラウンドの2万円は次のラウンドへキャリーオーバー、以降のラウンドで勝利を収めた場合、それまでキャリーオーバーされていた賞金も獲得。なお、最終問題終了の時点で未だキャリーオーバーされていた賞金は消滅となる。
- 23時台初回

1チームに対して2問出題。1問正解で10ポイント。ポイントが最も多かったチームが、賞金30万円を賭けた決勝問題に挑戦。同点で2チーム以上がトップだった場合は、2チームが同時に決勝問題に挑む。決勝問題は4択。チームキャプテンが代表で、正解だと思う選択肢の場所に立ち、正解であれば賞金30万円獲得。

### その他の企画

#### 「タカトシ×くりぃむのペケ×ポン」時代
ゲストトーク
ほとんど話したことや面識がない、ジャンルや年齢が大きくかけ離れたゲスト2名がトーク。
MC4人は補佐役に回り、ゲストが事前に回答した「100の質問」を元に2人の共通点を探して、そこからトークを広げていく。
俺の企画
MC4人がそれぞれ、自分以外にやらせたい企画を提案する。ルーレットで今回の企画及びそれを実行する人を決める。
微妙なDVD
上田とトシに見せたい「微妙なDVD」を鑑賞し、2人が突っ込んでいくコーナー。
カップリング26
くりぃむしちゅーとタカアンドトシが双方ゲスト1人を加えて、3対3で対決。
スペード・ハート・ダイヤ・クラブの各列に13人（A-K）、計52人と彼らを組み合わせてできる26組のペアのテーマを発表。
神経衰弱の要領で、交互にテーマ1個とそれに合う2名を選択。正解なら難易度に応じた賞金が加算される（千円単位で、1,000 - 10,000円）。
全ペアが完成した時点で、獲得賞金が多かったチームの勝利。

#### 「シックスプランズ」時代
ご指名入りました
この企画では、上田・トシが進行役。有田・タカはゲームのプレイヤーとして参加。
2つの家族による対戦ゲーム。
最初に競技内容を発表。各家族は有田・タカを含めた10名の芸能人の中からその競技が得意そうな人を1人指名。ただし、既に指名された芸能人を選ぶことはできない。
指名された芸能人が家族の代理で戦い、勝った芸能人を指名した家族が1勝を得る。3本勝負で、先に2勝した家族が賞金10万円獲得。
バカ舌王座決定戦 味しらず
有田と田淵が進行役、上田・タカ・トシにゲスト3人を加えた6人が出場。
1対1の対戦形式。2人が同じ料理を食べて、中に入っている具材を交互に1個ずつ答えていく。
判定はアシスタント役の柳原が担当。正解なら柳原に「入っております（正解!）」とコールされて、相手に解答権が移る。不正解なら「バカ舌」と罵られて敗北。負け残り式のトーナメント戦で、バカ舌を決定する。
ペケポン¥プライス
柳原以外のレギュラー2人と中村仁美（フジテレビアナウンサー）が進行役。進行役を務めない2人が、1対1で戦う。
ある一つのお店の定番商品・売れ筋商品を採り上げ、両者は1品ずつその商品の値段を予想する。
1品毎に正解の金額と同じ金額を予想していれば、ピタリ賞として3,000円分の商品券を獲得。そうでなければ、正解の金額と予想金額の誤差（内輪・外輪問わず、誤差の絶対値）が加算されていく。全8品出題。誤差の合計がより少なかった方が勝利。
どこまで知ってる?博通堂 一般認知度5%への挑戦
上田が「流行敏感男」に扮して、進行及び出題役。残るレギュラーは解答者となる。
1人ずつ挑戦。挑戦者はまず、4個のジャンルの中から自信のあるジャンルを1個選択。選んだジャンルから上田が出題する問題に、口頭で答えていく。正解なら次の問題へ進めるが、不正解・時間切れで終了。正解数によって、そのジャンルの知識レベルを判定。
事前に一般モニターが問題に解答しており、その正解率を「一般認知度」として測定。1問ごとに一般認知度が下がっていく。
第1問〜第3問→一般認知度70-100%の「問題外」レベル、第4問〜第6問→一般認知度40-69%の「普通」レベル、第7問〜第9問→一般認知度10-39%の「通」レベル、第10問→一般認知度9%以下の「博通」レベル
全問正解で「博通」と認定され、賞金5万円獲得。

#### 「ゴールデンプランズ」時代
経験プライス
有田チーム（有田・柳原・ゲスト2人）対タカチーム（タカ・トシ・ゲスト2人）の4対4チーム戦で、交互に1問ずつ挑戦していく。
相手チームの代表者が、自分が今まで人生の中で経験したことの値段や費用を4択クイズで出題。トークでヒントを探りながら4つの選択肢の内、正しい値段はどれかを予想する。
高普安
上田が進行役、松尾は天の声を担当。
ペケポンチーム（上田以外のレギュラー）対ゲストチーム（ゲスト4人）の4対4チーム戦で、交互に1問ずつ挑戦していく。
3つの品物を予め発表される値段と実物を参考に、高い物から順番に高（価）→普（通）→安（価）と並べ替える。
1人ずつ順番に解答。ただし自分の番になるまで別室に隔離される為、実物を見ることはできない。考える時間は、1人30秒。
3品中どれか1品が当たっていれば「ワンヒット」となるが、どれがヒット（正解）しているかは知らされない。3品とも違っている場合は「ノーヒット」。
3品全て合っていれば「オールヒット」で、正解。4人目までにオールヒットが無ければ、不正解となる。
なりきりランキング
ペケポンチーム（上田以外のレギュラー）対ゲストチーム（ゲスト4人）の4対4チーム戦で、交互に1問ずつ挑戦していく。
出題されたランキングのベスト5を当てる。4人は予め、1人につき1つの項目を担当。担当する項目が書かれたTシャツを着て、その項目のモノになりきる。ヒントとして、先に4位の項目が発表される。
4人で担当の項目になりきりながら話し合い、自分は何位に該当するかを予想。自分の順位のボックスに入る。
正解しているボックスでは岩（を模した発泡スチロールの塊）が頭上で寸止めされるが、不正解のボックスではそのまま岩が頭上へ落下する。1人正解につき10ポイント獲得。
ザ・スタンドアップ
ペケポンチーム（上田以外のレギュラー）と、ゲストチーム（ゲスト4人）が挑戦。
予めチームの4人は1人ずつ、A〜Dのボックスの中で着席。ボックスの間には仕切りがあって、他の人の動きをカンニングすることができない。
音楽のリズムに合わせて、まずA〜Dのワード（選択肢）が読み上げられた後、問題が読み上げられる。その後、「stand up」の合図で、自分のワードが正解だと思えば起立し、間違っていると思えば座ったままでいる。
正解の人のみ立っていれば、その問題は正解。ただし、正解の人が座ったままであったり、逆に不正解の人が立ってしまったら失敗、4人はピコピコハンマーで頭を叩かれる。たまに正解が複数在る問題も出題され、その問題では正解の人が全て立っていないと正解として認められない。
1チームにつき、チャンスは3回。1回でも10問連続正解できれば賞金獲得。
1回目は、選択肢が10問全てにおいて固定されたままで、2回目以降は、1問ごとに選択肢が変わる為、若干難易度が上がる。
トークSP
観客は予め紙に、質問したいことやトークテーマを書いて伏せている。レギュラー5人は、観客の中から1人を指名して、その人が書いた質問やテーマから、トークを繰り広げる。
シャッフルプレス
「ゴールデンプランズ」から金曜19時台初期まで実施。2010年以降は上田への罰ゲーム企画（上田祭）でのみ実施。
解答者は予め、仰向けの体勢に倒された後、出題役から「シャッフルプレスSTART 3、2、1」カウントダウンの後、ゲームスタート。問題は、バラバラになった文字を並べ替えてモノ（有名人、曲名、生き物、ドラマ、都市など）の名前を答える問題（大きさが異なる場合もあり）、顔の一部が写された4枚の写真から有名人を当てる問題、一部分が書かれた5枚のパネルを重ねると出来る一文字の漢字を当てる問題、アルファベットを並べ替えると出来るスペルの英単語を当てる問題。
出題終了5秒〜10秒後、ヒントとして、バラバラになった文字を並べ替えて有名人の名前を答える問題は頭文字かつ職業名が発表される。アルファベットを並べ替えると出来るスペルの英単語を当たる問題は頭文字が発表される。
顔の一部が写された4枚の写真から有名人を当てる問題は目の部分がズームアウトされる。
制限時間は50秒。（5人1組は70秒に増加。）制限時間内は壁面にスポンジ（ペンキが染み込ませてある）が貼られた壁が時間の経過と共に解答者の顔面へ近づく。正解でプレスが一時停止。そして上田が「プレスリスタート」と声かけたら出題役が出題終了後、プレスの降下が再開。制限時間内に全員正解出来ないと解答者の顔面がプレスされ、顔面をペンキで汚される（ゴールデンプランズは全て白一色。23時台からは2回目以降は×マーク（赤または黒）もしくは赤または黒一色になることもある。その際は失敗するほど重ね塗りされていく）。1人1問ずつ口頭で答え、壁に押し付けられるまでに全員正解できればクリア。
- ゴールデンプランズ

ペケポンチーム（上田以外のレギュラー）対ゲストチーム（ゲスト4人）の4対4チーム戦。
1ラウンド毎に2万円の賞金が掛けられどちらか一方がクリアした場合、クリアしたチームの勝利で2万円（+キャリーオーバー分）を獲得。両チームクリアまたは失敗の場合はそのラウンドの2万円は次のステージにキャリーオーバー、以降のステージで勝利を収めた場合、それまでキャリーオーバーされていた賞金も獲得。なお、最終ラウンド終了の時点で未だキャリーオーバーされていた賞金は消滅となる。
- 23時台初期

2008年10月21日放送分のみ有田チーム・タカチーム・トシチームの3チームでチームキャプテンに柳原・ゲストの中から3人を加えた4人1チームで対戦。2008年11月4日・12月9日放送分は有田チーム（有田・柳原+ゲスト2人）トシチーム（トシ・タカ+ゲスト2人）の2チームで対戦。
1チームずつ、交互に挑戦。クリアすれば10ポイント獲得（2008年12月9日放送分は、最後ラウンドのみ20ポイント獲得）。1チーム3回挑戦（2008年10月21日放送分は、2回挑戦）。合計ポイントが最も多かったチームが、賞金30万円を賭けたボーナスラウンドに進出。
ボーナスラウンドは、顔面がプレスされる前に4人目が正解できれば賞金30万円獲得。2008年12月9日放送分は5問正解にノルマが増えた（その代わり、誰が解答しても良い）。
- 23時台後期

ゲスト1人が有田・タカ・トシ・柳原の中から1人を選択、前のラウンドで選んだ人を再び選択は出来ない。
1人1問ずつ交互に、計4問正解できればクリア、全3ラウンド実施。
- 金曜19時台初期

有田・タカ・トシ・柳原とゲストの5人1組の団体戦。1人1問、計5問正解できればクリア。クリア出来たラウンドの数×10万円の賞金を賭けて、ボーナスラウンドに進出。クリア出来れば、先程の成績に応じた賞金を獲得。最後の実施回（2009年9月11日放送分）のみ、顔面がプレスされた時点で即終了。

#### 23時台→「ゲーム&クイズバラエティ」時代
ゴールデンプランズから引き継がれた「シャッフルプレス」については前述。なお23時台で実施された企画は全て「ゲーム&クイズバラエティ」に引き継がれた。
パパマルキュー 〜娘の為にショッピング〜
23時台では「ペケ09（ペケマルキュー）」として実施。
ゲストの男性芸能人1人が挑戦者（来店客役）となり、柳原・本田が進行役（カリスマ店員役）、くりぃむ・タカトシは各自がおじいちゃんに扮して助っ人役（客役）を務める。
4品のファッションアイテムの中から、渋谷の109で実際売られている今若い女の子から大人気の商品1品を、柳原のヒント（女子高生になりきって、彼女たちの会話を再現する）や客の助言（高齢者になりきって、世間話を再現する）を参考に推理する。それ以外の3品は日暮里や日本橋などの問屋街で売られているオバサンに人気の商品。
女子高生の間で流行していると思う1品を持って、別セットにいる娘役の女性モデルに手渡し。この時、モデルの口から正解・不正解が発表される。喜んで抱きしめて貰えたら正解、怒られて商品を突き返されたら不正解。不正解の場合、自分が選んだ商品を自腹で買い取らないといけない（すなわちお買い上げ）。
赤マジ先生
解答者は教壇の上に立ち、出された答案を1問ずつ手持ちの赤色マジックペンで採点（正誤を判定）していく。採点が正しければ10ポイント獲得。採点ミスの場合、生徒（廣田あいかなど子役が出演し、事前に決まった担当者が質問をする。シュプレヒコールのみに参加する生徒もいる。）からとても恥ずかしい暴露ネタを質問をされる。
- 火曜23時台（2008年11月25日～2009年2月3日）

有田チームとトシチームの対決。1問でも採点を誤るか、5問正しい採点をした時点で、その人の挑戦は終了。4人の合計ポイントが多かった方のチームが、賞金30万円を賭けたボーナスステージに挑戦。
ボーナスステージは1人1問ずつ採点。間違えることなく、4問連続で正しく採点できたら賞金30万円獲得。
- 金曜19時台（2009年4月24日～8月28日）

ゲスト+レギュラー4人で科目ごとに採点をしていく。1問正解で次の人に交代、全員が連続正解出来たらその科目をクリア。最後にボーナスステージとして上田とのサドンデス勝負に挑み、上田に勝利出来たらクリア科目×10万円の賞金を獲得できる。
順番家の食卓
レギュラー5人が、順番家の5兄弟（たか（タカ）、とし（トシ）、かなお（柳原）、しんや（上田）、てっぺい（有田））に扮して挑戦。進行役は、5兄弟の姉のともこ（本田）。また、『巨人の星』の星一徹役・加藤精三が父親役として天の声で進行する。
5つの項目を、指定された順番通りに並べていく。5兄弟それぞれ担当する順番が決まっており（1番目→たか、2番目→とし、3番目→かなお（柳原）、4番目→しんや、5番目→てっぺい）、自信のある人から1人ずつ挙手をして、自分の順番に該当する項目を1つ選ぶ。
正解すれば、一徹から「その通りだ！」と褒められて、継続。ただし、間違えたら、その時点で終了。一徹から「ばっかもーん!」と告げられ、5人の頭上に愛の金タライが落とされる。5人全員正解ならばパーフェクトとなり、姉からおやつがもらえる。
本田の降板時には、この企画を用いたドッキリを実行。収録途中でセットのテレビから本田の両親との中継映像が映し出され、番組を卒業する本田を労った。
お買い物ママさん
主婦に扮したレギュラーとゲストが、値段当てクイズで対戦。VTRである商品の値段を上1桁または2桁を伏せて発表。ママさん（解答者）は、伏せられた上の桁に当てはまる数字を予想する。
正解との誤差が一番大きかったママさんは、誤差の分だけ解答席にママチャリがマスを前進。スタート位置から数えて11マス以上進んでしまった場合は、「ダメ嫁池」に到達し池から噴射される大量の水を浴びせられる罰ゲームを受け、脱落となる。最後まで残ったママさんが、MVM（Most Valuable Mama）として、今回出題された商品の中から1品が贈られる。
ペケうた合唱団
合唱団員に扮したレギュラーとゲストの5人が、童謡「森のくまさん」の節に乗せた別の歌の歌詞を聴き、その歌詞の曲名を答える（曲名が分からなくても正しいメロディーで歌えれば正解となる）。
ヒントとして、冒頭では曲が発売された年代と売り上げ枚数、1コーラス終わると曲に関するヒントが出される。
正解した人から抜けていき、全員正解で1問クリア、3問連続クリアでご褒美がもらえる。ただし合唱団は5コーラス（問題の部分を5回繰り返して歌う）しか歌わず、1人でも5コーラス歌い終わるまでに正解出来なかったら失敗。連帯責任で全員が後ろから音符型巨大風船をぶつけられるお仕置きを受ける。
ペケポン物産展10
2012年11月9日放送分から登場。選択肢として出された10個の都道府県の中から、ある県民性ランキングのベスト1の都道府県を予想する。なお選択肢として提示されているのは、トップ5（1〜5位）の都道府県とワースト5（43〜47位）の都道府県である。
オバサンパーマにエプロンを着たペケポンメンバーとゲスト3人がくじ引きで決まった順番に解答。ベスト1（1位）を当てると、その都道府県の特産品を獲得。逆にワースト1（47位）を当てると、ベスト1が獲得できる特産品の代金を自腹で支払う。
Who am I?
顔と音声を加工した芸能人「Who am Iさん」が「1人カラオケ」「人間ドックの受診」「占い」「趣味を楽しむ」といった映像を見て、随時出されるヒントと合わせ、誰なのかを当てる。ルールは回によって変わる。
ペケポンメンバー4人とゲスト1人が協力。VTRは前後半に分かれており、解答のチャンスは前半終了後・VTR終了後の2回ある。全員が正解すればお肉券を獲得。1人でも不正解の場合は炭ガスが吹きつけられる。
タカトシチームと有田柳原チームにゲストがそれぞれ1人ずつ加わるチーム戦。前半のVTRで正解すれば1人につき10ポイント、後半のVTRで正解すれば1人つき5ポイントがチームに加算。最終的に獲得ポイントの多いチームが勝利。勝利チームは相手チームとのポイント差に応じて賞品を獲得（5ポイント→なし、10ポイント以上→叙々苑焼肉券1万円分、50ポイント以上→叙々苑焼肉券3万円分）。
上記同様タカトシ・有田柳原にゲスト1人が加わる対抗戦。VTRは通しで流れるが、答えが分かったら解答を書いてからボタンを押してVTRを止める。正解すれば1抜けから順に60ポイント、50ポイント、40ポイント…と10ポイントずつ差をつけてチームに加算される。VTR終了後まだ正解していない人が最終解答を行い、最終解答で正解すれば1人につき10ポイント加算。全問終了時に相手チームに500ポイント以上の差をつけて勝利した場合、ハワイ旅行を獲得。
和食のご法度
名店が作った日本料理一品の中に隠された「ご法度（日本料理のしきたりや礼儀作法に反したり、見た目や風味を損なう調理や盛り付け）」を当てる。
ゲスト（複数人出演の場合は1問ごとに代表者が挑戦）と海原雄山に扮したペケポンメンバーによる団体戦。出された料理を見て全員で相談し、最終的にゲストが解答を決定。正解すればご法度を犯していない正しい料理を食べることができるが、不正解の場合は料理は没収され、ハラペコルームにいる大食いタレントに食べられてしまう。

#### 「-プラス」時代
脱出せよ!!ナゾな城
柳原が「ナゾな城の姫・黒雪姫」として司会、榎並が執事として進行を務める。
ナゾな城に囚われたくりぃむ・タカトシにそれぞれゲスト2人がつき、なぞなぞを解いて脱出を目指す。
- 1stステージ ご指名ナゾな城

それぞれのチームに交互になぞなぞを1問出題。相手チームは表情を見て答えられなさそうな人を1人指名。正解すれば20ポイント、不正解の場合はもう1人指名し、2人目で正解した場合は10ポイント、2人目も分からなければ0ポイント。各チーム4問行い獲得ポイントの多いチームの勝利。
- 2ndステージ 暗号ナゾな城

絵やイラストで表された暗号が何を意味しているのかを答える。各チームの代表者が重さ35kgの像「でっかなこ」を持ち上げ、解答者は、でっかなこが持ちがっている間だけ解答できる。でっかなこを持ち上げる代表者の前には赤・黄色・緑のランプがあり、でっかなこを持ち上げた高さに応じてランプが点灯、緑が点灯で通常、黄色が点灯で危険となり、赤が点灯で終了となる。各チーム同じ問数を行い、正解数の多いチームが勝利。
- 3rdステージ 脱出ナゾな城

両チーム代表者による対決。なぞなぞの答えが分かったら洞窟の中をほふく前進で進み、途中にある早押しボタンを押して解答する。正解すれば前進、不正解やほふく前進したが解答権を得られなかった場合、ベルトコンベヤーの床が動いて元の場所へ戻される。
先に5問正解したチームが優勝。ただし、これまでの成績で優勢のチームは1問分前進してスタートできる。
- ボーナスステージ 脱出でっかなこ

優勝チームの4人が1人ずつ黒ひげ危機一髪の要領ででっかなこ人形が入る樽に剣を刺していく。8個所ある穴のうち1個所のみある当たりを刺し、人形を飛ばした人に、事前に答えた「今一番欲しい物」が送られる。剣は1人2本あるため確実に誰かは賞品を手に入れることができる。
有田屋デパート 地下一階
デパ地下を舞台に、有田が店長（社長）、柳原が副店長、榎並が新入社員という設定で行う企画。伊勢丹の全面協力で行われる。
上田・タカトシ・ゲスト2人による個人戦で、デパートで売られている人気商品の100g当たり、もしくは1個当たりの値段を予想する。ヒントとして解答者には試食が振る舞われる。
初回は1問ごとに誤差が一番少なかった解答者、第2回は3問の合計誤差が一番少なかった解答者が勝者となり、ご褒美として用意された伊勢丹人気デパ地下惣菜を詰め放題で持ち帰ることができる（初回のみ問題として紹介された商品もOKだった）。第3回以降は人気商品3品の値段があらかじめ発表されており、値段が3品すべて合っていた解答者が勝者となり、ご褒美として人気商品3個の中で最も高いものを好きなだけ堪能できる。
ペケポンお受験
上田が司会を務める企画。ペケポンメンバーとゲストの2世タレントが収録前に小学校のお受験で使われた問題に実際と同じ制限時間で挑戦。その後、スタジオで解答の発表を行い、実際の講師が正誤判定と採点を行う（発想を問うものなどは10点満点で採点を行う。）。

#### 特別編
上田祭（上田晋也の課外授業）
普段は進行役としてトシ・タカ・柳原・有田を弄り倒す上田を逆に弄り倒す特別編。3つのコーナーに上田1人で挑戦する。罰ゲームが通常のコーナーよりも過激になっている。
ミチシルベ
2時間スペシャルの後半に実施する特別編。ペケポンメンバーよりも年上のタレントが登場し、実体験に基づく「御教訓」を傾聴し、学んでいく企画。

## 放送リスト
タカトシ×くりぃむのペケ×ポン
| 2007年 | 2007年  | 2007年                         | 2007年                             |
| 回数   | 放送日  | 放送内容                       | ゲスト                             |
| ------ | ------- | ------------------------------ | ---------------------------------- |
| 1      | 4月10日 | ゲストトーク                   | 水前寺清子、柳原可奈子             |
| 1      | 4月10日 | 俺の企画                       |                                    |
| 2      | 4月17日 | ゲストトーク                   | 平泉成、大沢あかね                 |
| 3      | 4月24日 | ゲストトーク                   | ウエンツ瑛士（WaT）、平沢勝栄      |
| 4      | 5月1日  | ゲストトーク                   | 坂田利夫（コメディNo.1）、片瀬那奈 |
| 5      | 5月8日  | フジテレビアナウンスブース見学 | 柳原可奈子                         |
| 6      | 5月15日 | ゲストトーク                   | 森田勉、安田美沙子                 |
| 7      | 5月22日 |                                |                                    |
| 8      | 5月29日 | ゲストトーク                   | 茂木淳一、夏川純                   |
| 9      | 6月5日  | ゲストトーク                   | 田嶋陽子、ボビー・オロゴン         |
| 10     | 6月12日 |                                |                                    |
| 11     | 6月19日 | ゲストトーク                   | キダ・タロー、ギャル曽根           |
| 12     | 6月26日 |                                |                                    |
| 13     | 7月3日  |                                |                                    |
| 14     | 7月10日 | ゲストトーク                   | 片岡鶴太郎、マツコ・デラックス     |
| 15     | 7月17日 |                                |                                    |
| 16     | 7月24日 | 未公開トーク                   |                                    |
| 17     | 7月31日 |                                |                                    |
| 18     | 8月7日  | ゲストトーク                   | 山田辰夫、西川史子                 |
| 19     | 8月14日 |                                |                                    |
| 20     | 8月21日 |                                |                                    |
| 21     | 8月28日 |                                |                                    |
| 22     | 9月4日  |                                |                                    |
| 23     | 9月11日 | カップリング26                 | 上地雄輔、眞鍋かをり               |
| 24     | 9月18日 | カップリング26                 | 上地雄輔、眞鍋かをり               |

ペケ×ポン シックスプランズ
| 回数 | 放送日         | 放送内容                                       | ゲスト |
| ---- | -------------- | ---------------------------------------------- | --- |
| 1    | 2007年10月16日 | ご指名入りました                               | 麻丘めぐみ、杏さゆり、伊藤かずえ、蛭子能収、加藤歩（ザブングル）、上地雄輔、椎名法子、城咲仁、つるの剛士、パンチ佐藤、ブラザー・トム、ヘリョン、細川茂樹、柳原可奈子 |
| 2    | 2007年10月23日 | ご指名入りました                               | 麻丘めぐみ、杏さゆり、伊藤かずえ、蛭子能収、加藤歩（ザブングル）、上地雄輔、椎名法子、城咲仁、つるの剛士、パンチ佐藤、ブラザー・トム、ヘリョン、細川茂樹、柳原可奈子 |
| 3    | 2007年10月30日 |                                                | |
| 4    | 2007年11月6日  |                                                | |
| 5    | 2007年11月13日 | ザ・イレイサー 削除しなさい                    | 勝俣州和、千秋、富永美樹、野久保直樹、東原亜希、水内猛、モト冬樹、柳原可奈子                                                                                         |
| 6    | 2007年11月20日 | ザ・イレイサー 削除しなさい                    | 勝俣州和、千秋、富永美樹、野久保直樹、東原亜希、水内猛、モト冬樹、柳原可奈子                                                                                         |
| 7    | 2007年11月27日 | バカ舌王座決定戦 味知らず                      | 西川史子、柳原可奈子 |
| 8    | 2007年12月4日  | バカ舌王座決定戦 味知らず                      | 西川史子、柳原可奈子 |
| 9    | 2007年12月11日 | ペケポン￥プライス                             | |
| 10   | 2007年12月18日 | どこまで知ってる？ 博通堂 一般認知度5%への挑戦 | 柳原可奈子 |
| SP   | 2007年12月29日 | ザ・イレイサー 削除しなさい                    | 大沢あかね、上地雄輔、小島よしお |
| SP   | 2007年12月29日 | ペケポン￥プライス                             | 室井佑月、相澤仁美、小泉孝太郎 |
| 11   | 2008年1月8日   | ザ・イレイサー 削除しなさい                    | |
| 12   | 2008年1月15日  | どこまで知ってる？博通堂 一般認知度5%への挑戦  | |
| 13   | 2008年1月22日  | ペケポン￥プライス                             | |
| 14   | 2008年1月29日  | ザ・イレイサー 削除しなさい                    | |
| 15   | 2008年2月5日   | ザ・イレイサー 削除しなさい                    | |
| 16   | 2008年2月12日  | ザ・イレイサー 削除しなさい                    | |
| 17   | 2008年2月19日  | ザ・イレイサー 削除しなさい                    | サンドウィッチマン（富澤たけし・伊達みきお）、眞鍋かをり |
| 18   | 2008年2月26日  | ザ・イレイサー 削除しなさい                    | 加藤歩（ザブングル）、安めぐみ、宮川俊二 |
| 19   | 2008年3月4日   | 未公開SP                                       | |
| 20   | 2008年3月11日  | 未公開SP                                       | |
| 21   | 2008年3月18日  | 未公開SP                                       | |

ペケ×ポン ゴールデンプランズ
| 2008年 | 2008年  | 2008年                                                                                               | 2008年 |
| 回数   | 放送日  | 放送内容                                                                                             | ゲスト |
| ------ | ------- | --- | --- |
| 1      | 4月9日  | ザ・ターミナル                                                                                       | |
| 2      | 4月16日 | 経験プライス                                                                                         | |
| 3      | 4月23日 | 高普安                                                                                               | 熊田曜子、ブラックマヨネーズ（吉田敬・小杉竜一）、光浦靖子（オアシズ） |
| 4      | 4月30日 | ザ・ターミナル                                                                                       | |
| 5      | 5月7日  | 経験プライス                                                                                         | |
| 6      | 5月14日 | 経験プライス                                                                                         | |
| 7      | 5月21日 | ザ・イレイサー                                                                                       | FUJIWARA（藤本敏史・原西孝幸）,西川史子、はるな愛 |
| 8      | 5月28日 | 経験プライス                                                                                         | |
| 9      | 6月4日  | ザ・イレイサー                                                                                       | |
| SP     | 6月10日 | タイムアタックイレイサー ランキングイレイサー サバイバルチョイス ザ・ターミナル ファイナルイレイサー | イケメンチーム 石田純一、つるの剛士、DAIGO、武田修宏 インテリ美女チーム 西川史子、八田亜矢子、箕輪はるか（ハリセンボン）、麻木久仁子 アイドルチーム 大沢あかね、スザンヌ、井上和香、青田典子 芸人チーム おぎやはぎ（矢作兼・小木博明）、世界のナベアツ（ジャリズム）、近藤春菜（ハリセンボン） |
| 10     | 6月11日 | ペケポンSP大反省トーク                                                                               | |
| 11     | 6月18日 | 経験プライス                                                                                         | |
| 12     | 6月25日 | 経験プライス                                                                                         | |
| 13     | 7月2日  | ザ・イレイサー超難問復習SP                                                                           | |
| 14     | 7月9日  | 総集編&未公開SP                                                                                      | |
| 15     | 7月16日 | 経験プライス                                                                                         | |
| 16     | 7月23日 | なりきりランキング                                                                                   | |
| 17     | 7月30日 | トークSP                                                                                             | |
| 18     | 8月6日  | ザ・スタンドアップ                                                                                   | |
| 19     | 8月13日 | シャッフルプレス                                                                                     | バナナマン（設楽統・日村勇紀）、SHELLY、山田親太朗 |
| 20     | 8月20日 | トークSP                                                                                             | |
| 21     | 8月27日 | シャッフルプレス                                                                                     | スピードワゴン（井戸田潤・小沢一敬）、野久保直樹、椿姫彩菜 |
| 22     | 9月3日  | シャッフルプレス                                                                                     | フットボールアワー（岩尾望・後藤輝基）、さとう里香、松井絵里奈 |
| 23     | 9月10日 | トークSP                                                                                             | |
| 24     | 9月17日 | ザ・イレイサー ザ・ターミナル                                                                        | 青田典子、上原美優、蛭子能収、加藤和樹、小島よしお、コトブキツカサ、西川史子、ますだおかだ（岡田圭右・増田英彦） |
| 25     | 9月24日 | ザ・イレイサー ザ・ターミナル                                                                        | 青田典子、上原美優、蛭子能収、加藤和樹、小島よしお、コトブキツカサ、西川史子、ますだおかだ（岡田圭右・増田英彦） |

ペケ×ポン
| 回数 | 放送日         | 放送内容                                                                        | ゲスト |
| ---- | -------------- | ------------------------------------------------------------------------------- | --- |
| 1    | 2008年10月7日  | ザ・ターミナル                                                                  | 石田純一、ダイアモンド☆ユカイ、南明奈、大沢あかね、武田修宏、六平直政、眞鍋かをり、上原美優                                                      |
| 2    | 2008年10月14日 | タイムアタックイレイサー                                                        | ダイアモンド☆ユカイ、柴田理恵、大沢あかね、フィフィ、武田修宏、眞鍋かをり、つるの剛士、上原美優                                                  |
| 3    | 2008年10月21日 | シャッフルプレス                                                                | 高木美保、岡田圭右（ますだおかだ）、ヘリョン、福田萌、上原美優、武田修宏、さとう里香、フィフィ                                                   |
| 4    | 2008年10月28日 | 舌戦!グルメ対決 ターンテーブル                                                  | ホームレス中学生チーム 小池徹平（WaT）、西野亮廣（キングコング）、柄本時生、笑福亭松之助                                                         |
| 5    | 2008年11月4日  | シャッフルプレス                                                                | 松野明美、フィフィ、大沢あかね、上原美優 |
| 6    | 2008年11月11日 | ペケポン五・七・五                                                              | 小島よしお、室井佑月、髙田万由子、関根麻里 |
| 7    | 2008年11月18日 | 舌戦!グルメ対決 ターンテーブル                                                  | めざましテレビチーム 大塚範一、高島彩（フジテレビアナウンサー）、中野美奈子（フジテレビアナウンサー）、皆藤愛子                                  |
| 8    | 2008年11月25日 | 赤マジ先生                                                                      | 麻木久仁子、ほしのあき、高樹千佳子、デヴィ・スカルノ                                                                                             |
| 9    | 2008年12月2日  | ペケポン五・七・五                                                              | 山田五郎、上原美優、室井佑月、高樹千佳子 |
| 10   | 2008年12月9日  | シャッフルプレス                                                                | 水野裕子、木村美紀、魚住りえ、ラサール石井 |
| 11   | 2008年12月16日 | ペケポン五・七・五                                                              | 千秋、細川茂樹、ほしのあき、木村美紀 |
| 12   | 2008年12月23日 | 舌戦!グルメ対決 ターンテーブル                                                  | 人志松本のすべらない話チーム 宮川大輔、ケンドーコバヤシ、河本準一（次長課長）、木下隆行（TKO）                                                   |
| 13   | 2009年1月6日   | 舌戦!グルメ対決 ターンテーブル                                                  | 人志松本のすべらない話チーム 宮川大輔、ケンドーコバヤシ、河本準一（次長課長）、木下隆行（TKO）                                                   |
| 14   | 2009年1月13日  | 舌戦!グルメ対決 ターンテーブル                                                  | キャスターチーム 宮本隆治、舞の海秀平、前園真聖、安田美沙子                                                                                      |
| SP   | 2009年1月20日  | ペケポン五・七・五 シャッフルプレス                                             | 片岡鶴太郎、室井佑月、ほしのあき、つるの剛士、関根勤、椿姫彩菜、南明奈、髙田万由子                                                               |
| SP   | 2009年1月20日  | 舌戦!グルメ対決 ターンテーブル                                                  | トライアングルチーム 谷原章介、相武紗季、マギー、福田萌 ザ・ベストハウス123チーム ロンドンブーツ1号2号（田村亮・田村淳）、野久保直樹、松井絵里奈 |
| 15   | 2009年1月20日  | ペケポンスペシャル反省会!                                                       | |
| 15   | 2009年1月20日  | 第1回 上田祭 舌戦!グルメ対決 ターンテーブル ペケポン五・七・五 シャッフルプレス | |
| 16   | 2009年1月27日  | ペケポン五・七・五                                                              | やくみつる、椿姫彩菜、江守徹、井上和香 |
| 17   | 2009年2月3日   | 赤マジ先生                                                                      | 木下優樹菜、高樹千佳子、六平直政、西川史子 |
| 18   | 2009年2月10日  | ペケポン五・七・五                                                              | 髙田延彦、山田五郎 |
| 19   | 2009年2月17日  | シャッフルプレス                                                                | つるの剛士、叶美香（叶姉妹） |
| 20   | 2009年3月3日   | ペケポンTVショッピング                                                          | 野久保直樹 |
| 21   | 2009年3月10日  | 舌戦!グルメ対決 ターンテーブル                                                  | WaT（小池徹平・ウエンツ瑛士） |
| 22   | 2009年3月17日  | ペケ09                                                                          | ブラザーコーン |
| 22   | 2009年3月17日  | ペケポン五・七・五                                                              | 西川史子 |

ゲーム＆クイズバラエティ ペケ×ポン
| 2009年 | 2009年   | 2009年 | 2009年                                                                          | 2009年                                                                                          |
| 回数   | 放送日   | 視聴率 | 放送内容                                                                        | ゲスト                                                                                          |
| ------ | -------- | ------ | ------------------------------------------------------------------------------- | ----------------------------------------------------------------------------------------------- |
| 1      | 4月24日  | 12.8%  | 舌戦!グルメ対決 ターンテーブル                                                  | 東国原英夫                                                                                      |
| 1      | 4月24日  | 12.8%  | ペケポン川柳                                                                    | オードリー（春日俊彰・若林正恭）                                                                |
| 1      | 4月24日  | 12.8%  | 赤マジ先生                                                                      | 叶姉妹（叶恭子・叶美香）                                                                        |
| 1      | 4月24日  | 12.8%  | シャッフルプレス                                                                | 和田アキ子                                                                                      |
| 2      | 5月1日   | 11.1%  | ペケポン川柳                                                                    | ユースケ・サンタマリア                                                                          |
| 2      | 5月1日   | 11.1%  | 舌戦!グルメ対決 ターンテーブル                                                  | 林家正蔵、林家三平                                                                              |
| 2      | 5月1日   | 11.1%  | 赤マジ先生                                                                      |                                                                                                 |
| 3      | 5月8日   | 12.0%  | 舌戦!グルメ対決 ターンテーブル                                                  | 哀川翔、勝俣州和                                                                                |
| 3      | 5月8日   | 12.0%  | 赤マジ先生                                                                      | 磯野貴理                                                                                        |
| 4      | 5月15日  | 12.9%  | ペケポン川柳                                                                    | はるな愛                                                                                        |
| 4      | 5月15日  | 12.9%  | 舌戦!グルメ対決 ターンテーブル                                                  | 和田アキ子                                                                                      |
| 4      | 5月15日  | 12.9%  | 旬モノはどれだ?                                                                 | はんにゃ（金田哲・川島章良）                                                                    |
| 4      | 5月15日  | 12.9%  | 旬モノはどれだ?                                                                 | はんにゃ（金田哲・川島章良）                                                                    |
| 5      | 5月22日  | 12.1%  | 旬モノはどれだ?                                                                 | はんにゃ（金田哲・川島章良）                                                                    |
| 5      | 5月22日  | 12.1%  | パパマルキュー                                                                  | 林家正蔵                                                                                        |
| 6      | 5月29日  | 11.2%  | ペケポン川柳                                                                    | スザンヌ                                                                                        |
| 6      | 5月29日  | 11.2%  | 舌戦!グルメ対決 ターンテーブル                                                  | 草野仁                                                                                          |
| 6      | 5月29日  | 11.2%  | 順番家の食卓                                                                    |                                                                                                 |
| 7      | 6月5日   | 14.5%  | 舌戦!グルメ対決 ターンテーブル                                                  | 片平なぎさ                                                                                      |
| 7      | 6月5日   | 14.5%  | 赤マジ先生                                                                      | つるの剛士                                                                                      |
| 8      | 6月12日  | 11.9%  | 舌戦!グルメ対決 ターンテーブル                                                  | 山村紅葉                                                                                        |
| 8      | 6月12日  | 11.9%  | ペケポン川柳                                                                    | 椿姫彩菜                                                                                        |
| 8      | 6月12日  | 11.9%  | 順番家の食卓                                                                    |                                                                                                 |
| 9      | 6月19日  | 12.7%  | 旬モノはどれだ?                                                                 | オードリー（若林正恭・春日俊彰）                                                                |
| 9      | 6月19日  | 12.7%  | 赤マジ先生                                                                      | DAIGO                                                                                           |
| 10     | 7月3日   | 11.4%  | 舌戦!グルメ対決 ターンテーブル                                                  | 上地雄輔                                                                                        |
| 10     | 7月3日   | 11.4%  | シャッフルプレス                                                                | 磯野貴理                                                                                        |
| 11     | 7月10日  | 11.0%  | 舌戦!グルメ対決 ターンテーブル                                                  | 優木まおみ                                                                                      |
| 11     | 7月10日  | 11.0%  | 赤マジ先生                                                                      | 西川史子、国生さゆり                                                                            |
| 12     | 7月17日  | 10.1%  | 赤マジ先生                                                                      | 戸田恵梨香、伊藤淳史                                                                            |
| 12     | 7月17日  | 10.1%  | お買い物ママさん                                                                | ほしのあき                                                                                      |
| 13     | 7月24日  | 11.7%  | シャッフルプレス                                                                | 石田純一                                                                                        |
| 13     | 7月24日  | 11.7%  | 舌戦!グルメ対決 ターンテーブル                                                  | 劇団ひとり、有吉弘行                                                                            |
| 13     | 7月24日  | 11.7%  | 順番家の食卓                                                                    |                                                                                                 |
| 14     | 7月31日  | 12.8%  | 旬モノはどれだ?                                                                 | フルーツポンチ（村上健志・亘健太郎）                                                            |
| 14     | 7月31日  | 12.8%  | ペケポン川柳                                                                    | マリエ                                                                                          |
| 15     | 8月7日   | 10.6%  | 舌戦!グルメ対決 ターンテーブル                                                  | 内藤大助                                                                                        |
| 15     | 8月7日   | 10.6%  | 赤マジ先生                                                                      | 栗原恵、木村沙織                                                                                |
| 16     | 8月14日  | 11.8%  | もう一度見たい名勝負                                                            |                                                                                                 |
| 16     | 8月14日  | 11.8%  | 上田晋也の課外授業 舌戦!グルメ対決 ターンテーブル ペケポン川柳 シャッフルプレス |                                                                                                 |
| 17     | 8月28日  | 11.6%  | 金額別ターンテーブル                                                            | 里田まい（カントリー娘。）                                                                      |
| 17     | 8月28日  | 11.6%  | 赤マジ先生                                                                      | つるの剛士                                                                                      |
| 18     | 9月4日   | 11.4%  | 舌戦!グルメ対決 ターンテーブル                                                  | 髙田延彦、吉川ひなの                                                                            |
| 18     | 9月4日   | 11.4%  | お買い物ママさん                                                                | ゴリ                                                                                            |
| 18     | 9月4日   | 11.4%  | 順番家の食卓                                                                    |                                                                                                 |
| 19     | 9月11日  | 11.5%  | シャッフルプレス                                                                | misono                                                                                          |
| 19     | 9月11日  | 11.5%  | ペケポン川柳                                                                    | はるな愛                                                                                        |
| 19     | 9月11日  | 11.5%  | 金額別ターンテーブル                                                            | 山口もえ、板東英二                                                                              |
| 20     | 9月18日  | 14.3%  | ペケポン川柳                                                                    | オードリー                                                                                      |
| 20     | 9月18日  | 14.3%  | 金額別ターンテーブル                                                            | 片平なぎさ                                                                                      |
| 20     | 9月18日  | 14.3%  | 旬モノはどれだ？                                                                | 貫地谷しほり、はんにゃ（川島章良・金田哲）                                                      |
| 21     | 10月2日  | 16.1%  | ペケポン川柳                                                                    | 和田アキ子、榊原郁恵、鴻上尚史 、西川史子、武田修宏、平山あや、大島麻衣、日村勇紀（バナナマン） |
| 21     | 10月2日  | 16.1%  | 旬モノはどれだ？                                                                | 唐沢寿明                                                                                        |
| 21     | 10月2日  | 16.1%  | タカ壮絶ドッキリin北海道                                                        |                                                                                                 |
| 22     | 10月23日 | 14.9%  | ペケポン川柳                                                                    | 東ちづる、皆藤愛子、草野仁、谷山雅計、テリー伊藤、森永卓郎                                      |
| 22     | 10月23日 | 14.9%  | 金額別ターンテーブル                                                            | 石原さとみ、中尾彬                                                                              |
| 23     | 11月6日  | 13.1%  | ペケポン川柳                                                                    | 皆藤愛子、三遊亭王楽、本村健太郎、やくみつる                                                    |
| 23     | 11月6日  | 13.1%  | 金額別ターンテーブル                                                            | 泉ピン子                                                                                        |
| 24     | 11月13日 | 13.6%  | 旬モノはどれだ？                                                                | 我が家（谷田部俊・杉山裕之・坪倉由幸）                                                          |
| 24     | 11月13日 | 13.6%  | ペケポンなぞかけ                                                                | テリー伊藤、室井佑月、中野裕太、八田亜矢子                                                      |
| 25     | 11月20日 | 13.7%  | ペケポン川柳                                                                    | 東ちづる、石田衣良、伊集院光、中田有紀                                                          |
| 25     | 11月20日 | 13.7%  | 金額別ターンテーブル                                                            | 森三中（大島美幸・村上知子・黒沢かずこ）                                                        |
| 26     | 11月27日 | 16.1%  | ペケポン川柳                                                                    | 伊集院光、田嶋陽子、谷山雅計、西川史子                                                          |
| 26     | 11月27日 | 16.1%  | ペケポンなぞかけ                                                                |                                                                                                 |
| 27     | 12月4日  | 14.2%  | ペケポン川柳                                                                    | 片山さつき、草野仁                                                                              |
| 27     | 12月4日  | 14.2%  | 金額別ターンテーブル                                                            | 名取裕子                                                                                        |
| 28     | 12月11日 | 17.6%  | ペケポン川柳                                                                    | 片山さつき、草野仁                                                                              |
| 28     | 12月11日 | 17.6%  | 金額別ターンテーブル                                                            | かたせ梨乃                                                                                      |
| 29     | 12月18日 | 17.1%  | ペケポン川柳                                                                    | 泉ピン子軍団                                                                                    |
| 29     | 12月18日 | 17.1%  | ペケポンなぞかけ                                                                | 泉ピン子軍団                                                                                    |
| 29     | 12月18日 | 17.1%  | 旬モノはどれだ？                                                                | 上野樹里、玉木宏、ウエンツ瑛士（WaT）                                                           |
| 29     | 12月18日 | 17.1%  | 金額別ターンテーブル                                                            | 上地雄輔                                                                                        |

| 2010年 | 2010年   | 2010年                                           | 2010年                                                                                             |
| 回数   | 放送日   | 放送内容                                         | ゲスト                                                                                             |
| ------ | -------- | ------------------------------------------------ | -------------------------------------------------------------------------------------------------- |
| 30     | 1月8日   | 旬モノはどれだ？                                 | 志村けん（ザ・ドリフターズ）、嵐（櫻井翔・松本潤・相葉雅紀・二宮和也・大野智）                     |
| 30     | 1月8日   | ペケポン川柳                                     | 大塚範一、軽部真一、皆藤愛子、長野美郷、中尾彬、本上まなみ、ロンドンブーツ1号2号（田村亮・田村淳） |
| 31     | 1月22日  | ペケポン川柳                                     | |
| 31     | 1月22日  | 金額別ターンテーブル                             | 小林幸子                                                                                           |
| 32     | 1月29日  | ペケポン川柳                                     | テリー伊藤、石田衣良、皆藤愛子、zopp                                                               |
| 32     | 1月29日  | 金額別ターンテーブル                             | 井上真央                                                                                           |
| 33     | 2月5日   | ペケポン川柳                                     | 片山さつき、草野仁、中野裕太、zopp                                                                 |
| 33     | 2月5日   | 金額別ターンテーブル                             | 京本政樹、杉本彩                                                                                   |
| 34     | 2月12日  | ペケポン川柳                                     | 石田衣良、伊集院光、谷山雅計、山本モナ                                                             |
| 34     | 2月12日  | 金額別ターンテーブル                             | 萬田久子                                                                                           |
| 35     | 2月19日  | ペケポン川柳                                     | 島田洋七、高木美保、テリー伊藤、優木まおみ                                                         |
| 35     | 2月19日  | 旬モノはどれだ？                                 | U字工事                                                                                            |
| 36     | 2月26日  | ペケポン川柳                                     | 伊集院光、東ちづる、大塚範一、磯野貴理                                                             |
| 37     | 3月5日   | ペケポン川柳                                     | 斉藤慶子、田嶋陽子、やくみつる、髙田延彦                                                           |
| 37     | 3月5日   | 殿の味見番                                       | 劇団ひとり                                                                                         |
| 38     | 3月12日  | ペケポンなぞかけ                                 | 石田衣良、伊集院光、小森純、ねづっち（Ｗコロン）                                                   |
| 38     | 3月12日  | 金額別ターンテーブル                             | 飯島直子                                                                                           |
| 39     | 3月26日  | ペケポン川柳                                     | |
| 39     | 3月26日  | 旬モノはどれだ？                                 | 宮根誠司                                                                                           |
| 39     | 3月26日  | 金額別ターンテーブル                             | マツコ・デラックス                                                                                 |
| 40     | 4月9日   | ペケポン川柳                                     | |
| 40     | 4月9日   | 旬モノはどれだ？                                 | 西田敏行、長澤まさみ                                                                               |
| 41     | 4月23日  | ペケポン川柳                                     | 片山さつき、大塚範一、光浦靖子（オアシズ）、zopp                                                   |
| 41     | 4月23日  | 金額別ターンテーブル                             | ベッキー                                                                                           |
| 42     | 5月7日   | ペケポン川柳 地獄の修行 天空落下で悔い改めよう！ | 大塚範一、光浦靖子（オアシズ）、zopp                                                               |
| 43     | 5月14日  | ペケポン川柳                                     | 田嶋陽子、中尾彬、菊川怜、三遊亭歌橘                                                               |
| 43     | 5月14日  | 金額別ターンテーブル                             | 仲村トオル                                                                                         |
| 44     | 5月21日  | ペケポンなぞかけ                                 | 石田衣良、皆藤愛子、伊集院光、やくみつる                                                           |
| 44     | 5月21日  | 金額別ターンテーブル                             | 平子理沙                                                                                           |
| 45     | 5月28日  | ペケポン川柳                                     | 大塚範一、清水ミチコ、宮崎美子、三遊亭歌橘                                                         |
| 45     | 5月28日  | ペケうた合唱団                                   | 千秋                                                                                               |
| 46     | 6月4日   | ペケポン川柳                                     | 宮崎美子、伊集院光、やくみつる、マリエ                                                             |
| 46     | 6月4日   | 金額別ターンテーブル                             | 郷ひろみ                                                                                           |
| 46     | 6月4日   | 旬モノはどれだ？                                 | 宮迫博之（雨上がり決死隊） 、上戸彩                                                                |
| 47     | 6月18日  | ペケポンなぞかけ                                 | 谷山雅計、西川史子、峰竜太、ねづっち（Wコロン）                                                    |
| 47     | 6月18日  | 金額別ターンテーブル                             | 三田佳子                                                                                           |
| 48     | 6月25日  | ペケポン川柳                                     | 本村健太郎、石坂浩二、磯野貴理、 三遊亭歌橘                                                        |
| 48     | 6月25日  | 金額別ターンテーブル                             | 天童よしみ                                                                                         |
| 49     | 7月2日   | ペケポン川柳                                     | 石田衣良、毒蝮三太夫、光浦靖子（オアシズ） zopp                                                    |
| 49     | 7月2日   | 金額別ターンテーブル                             | 森口瑤子                                                                                           |
| 50     | 7月9日   | ペケポンなぞかけ                                 | 石田衣良、東ちづる、髙田延彦、ねづっち（Wコロン）                                                  |
| 50     | 7月9日   | 金額別ターンテーブル                             | 秋吉久美子                                                                                         |
| 51     | 7月16日  | ペケポン川柳                                     | 清水ミチコ 、劇団ひとり、井筒和幸、三遊亭歌橘                                                      |
| 51     | 7月16日  | 金額別ターンテーブル                             | 松本潤（嵐）                                                                                       |
| 52     | 7月23日  | ペケポンなぞかけ                                 | 西川史子、宮崎美子、ねづっち（Wコロン、 zopp                                                       |
| 52     | 7月23日  | ペケうた合唱団                                   | 南野陽子                                                                                           |
| 53     | 7月30日  | 川柳王決定戦SP                                   | 沢村一樹、大塚範一、 磯野貴理、やくみつる、ねづっち（Wコロン）、 zopp 、三遊亭歌橘                 |
| 53     | 7月30日  | 旬モノはどれだ？                                 | 反町隆史、天海祐希                                                                                 |
| 54     | 8月6日   | ペケポン川柳                                     | 峰竜太、光浦靖子（オアシズ）、 宮崎美子、にしゃんた                                                |
| 54     | 8月6日   | 金額別ターンテーブル                             | マツコ・デラックス                                                                                 |
| 55     | 8月13日  | ペケポン川柳                                     | 光浦靖子（オアシズ）、宮崎美子、にしゃんた、三遊亭歌橘                                             |
| 55     | 8月13日  | MAX敬語                                          | 峰竜太、大和田伸也、西川史子、小森純                                                               |
| 55     | 8月13日  | ペケポンNEWS                                     | |
| 56     | 8月20日  | ペケポン川柳                                     | 宮崎美子、伊集院光、やくみつる、三遊亭歌橘                                                         |
| 56     | 8月20日  | 金額別ターンテーブル                             | 沢村一樹                                                                                           |
| 57     | 8月27日  | ペケポンなぞかけ                                 | 浜田ブリトニー、毒蝮三太夫、石田衣良、具志堅用高                                                   |
| 57     | 8月27日  | 金額別ターンテーブル                             | 池上季実子                                                                                         |
| 58     | 9月3日   | ペケポン川柳                                     | 谷山雅計 大塚範一 劇団ひとり ねづっち（Wコロン） スザンヌ にしゃんた zopp 三遊亭歌橘               |
| 58     | 9月3日   | MAX敬語                                          | 谷山雅計 大塚範一 劇団ひとり ねづっち（Wコロン） スザンヌ にしゃんた zopp 三遊亭歌橘               |
| 59     | 9月10日  | 金額別ターンテーブル                             | 高島礼子、おかもとまり                                                                             |
| 59     | 9月10日  | 順番家の食卓                                     | |
| 60     | 9月17日  | ペケポン川柳                                     | 毒蝮三太夫、宮崎美子、ふかわりょう、三遊亭歌橘                                                     |
| 60     | 9月17日  | 旬モノはどれだ？                                 | 加藤あい、伊藤英明                                                                                 |
| 60     | 9月17日  | ペケポン川柳ご褒美の旅in沖縄                     | |
| 61     | 10月1日  | ペケポン川柳                                     | 和田アキ子、西川史子、勝俣州和、宮崎美子、やくみつる、はるな愛、カンニング竹山                     |
| 61     | 10月1日  | 金額別ターンテーブル                             | 片平なぎさ                                                                                         |
| 62     | 10月8日  | ペケポン川柳                                     | 東ちづる 、磯野貴理、石坂浩二、にしゃんた                                                          |
| 62     | 10月8日  | 旬モノはどれだ？                                 | 二宮和也（嵐）、 大友康平                                                                          |
| 63     | 10月22日 | MAX敬語                                          | 町田健、石田衣良、はるな愛、テリー伊藤、三遊亭歌橘                                                 |
| 63     | 10月22日 | 金額別ターンテーブル                             | 岡田准一                                                                                           |
| 64     | 11月5日  | ペケポン川柳                                     | 峰竜太、伊集院光、マリエ                                                                           |
| 64     | 11月5日  | 金額別ターンテーブル                             | 浅野ゆう子                                                                                         |
| 65     | 11月12日 | ペケポンなぞかけ                                 | 石田衣良、髙田延彦、皆藤愛子、ねづっち（Wコロン）                                                  |
| 65     | 11月12日 | 旬モノはどれだ？                                 | 竹内結子 、生瀬勝久                                                                                |
| 66     | 11月19日 | ペケポン川柳                                     | 菊川怜、やくみつる、三遊亭歌橘、ミッツ・マングローブ                                               |
| 66     | 11月19日 | 金額別ターンテーブル                             | 眞野あずさ                                                                                         |
| 66     | 11月19日 | MAX敬語                                          | 大和田獏、西川史子、笑福亭鶴光、鴻上尚史                                                           |
| 67     | 11月26日 | ペケポン川柳                                     | 大和田伸也、清水ミチコ、宮崎美子、にしゃんた                                                       |
| 67     | 11月26日 | 金額別ターンテーブル                             | 真琴つばさ                                                                                         |
| 68     | 12月3日  | ペケポンなぞかけ                                 | 大塚範一 、山崎樹範、光浦靖子（オアシズ）、ねづっち（Wコロン）                                     |
| 68     | 12月3日  | 金額別ターンテーブル                             | 賀来千香子                                                                                         |
| 69     | 12月10日 | ペケポン川柳                                     | 宮崎美子、伊集院光、やくみつる、ミッツ・マングローブ                                               |
| 69     | 12月10日 | 順番家の食卓                                     | |
| 70     | 12月17日 | ペケポンなぞかけ                                 | 田山涼成、倉田真由美、劇団ひとり、峯岸みなみ（AKB48）                                              |
| 70     | 12月17日 | 旬モノはどれだ？                                 | 仲間由紀恵、宇梶剛士                                                                               |
| 70     | 12月17日 | 金額別ターンテーブル                             | 竹中直人                                                                                           |

| 2011年 | 2011年   | 2011年                                        | 2011年 |
| 回数   | 放送日   | 放送内容                                      | ゲスト |
| ------ | -------- | --------------------------------------------- | --- |
| 71     | 1月1日   | ペケポン川柳                                  | 優木まおみ、野々村真、 渡辺真理、 村田雄浩 、泉ピン子、 水道橋博士（浅草キッド） 松尾貴史、中西モナ、劇団ひとり、玉袋筋太郎（浅草キッド）、宮崎美子、宮根誠司、磯野貴理 やくみつる、ビートたけし、ダンカン、ガダルカナル・タカ、えなりかずき、IKKO、板東英二、渡部陽一 |
| 71     | 1月1日   | 金額別ターンテーブル                          | マツコ・デラックス |
| 72     | 1月14日  | しんやちゃんプレゼンツ ターミちゃんお年玉川柳 | ターミちゃん |
| 72     | 1月14日  | 川柳3rdシーズン 四天王を追い込んだ問題SP      | |
| 73     | 1月21日  | ペケポン川柳                                  | 谷山雅計、にしゃんた、 zopp、三遊亭歌橘 |
| 73     | 1月21日  | 金額別ターンテーブル                          | 萬田久子 |
| 74     | 1月28日  | 旬モノはどれだ？                              | 藤木直人、松下奈緒 |
| 75     | 2月4日   | ペケポンなぞかけ                              | 泉麻人、清水ミチコ、髙田延彦、ねづっち（Wコロン） |
| 75     | 2月4日   | 金額別ターンテーブル                          | 菅野美穂 |
| 76     | 2月18日  | MAX敬語                                       | 峰竜太 紺野美沙子 にしゃんた りかちゅう |
| 76     | 2月18日  | 金額別ターンテーブル                          | 鈴木砂羽 |
| 77     | 2月25日  | MAX敬語                                       | 峰竜太、紺野美沙子、にしゃんた、りかちゅう |
| 77     | 2月25日  | 旬モノはどれだ？                              | 楽しんご |
| 78     | 3月4日   | ペケポン川柳                                  | 北野大、歌原奈緒、伊集院光 |
| 78     | 3月4日   | 売れ月ホームセンター                          | 劇団ひとり、賀来千香子 |
| 79     | 3月25日  | ペケポン就活                                  | 磯野貴理、伊集院光、ねづっち（Wコロン）、 三遊亭歌橘 |
| 79     | 3月25日  | 旬モノはどれだ？                              | 真木よう子 、岡田准一（V6） |
| 80     | 4月8日   | MAX敬語                                       | 片平なぎさ、大村崑、川岡大次郎、神田正輝、山村紅葉、高橋かおり |
| 80     | 4月8日   | 川柳四天王 修業第2弾 地上5500M超天空落下      | |
| 81     | 4月22日  | ペケポン川柳                                  | 齋藤孝、林家正蔵、北野大、温水洋一、ビートたけし、ガンビーノ小林、ガダルカナル・タカ、岸本加代子 |
| 81     | 4月22日  | 旬モノはどれだ？                              | 天海祐希、温水洋一 |
| 81     | 4月22日  | ペケうた合唱団                                | 小池徹平（WaT） |
| 82     | 4月29日  | ペケポンなぞかけ                              | 林家きく姫、毒蝮三太夫、山崎樹範、ねづっち（Wコロン） |
| 82     | 4月29日  | 金額別ターンテーブル                          | 横山めぐみ |
| 83     | 5月6日   | ペケポン川柳                                  | 峰竜太、川崎希、笑福亭鶴光、 光浦靖子（オアシズ） 、劇団ひとり、宮崎美子、にしゃんた、三遊亭歌橘 |
| 83     | 5月6日   | ペケポン就活                                  | 峰竜太、川崎希、笑福亭鶴光、 光浦靖子（オアシズ） 、劇団ひとり、宮崎美子、にしゃんた、三遊亭歌橘 |
| 84     | 5月13日  | MAX敬語                                       | 風間トオル、秋元才加（AKB48）、高橋英樹、磯野貴理 |
| 84     | 5月13日  | 順番家の食卓                                  | |
| 85     | 5月20日  | ペケポン川柳                                  | 風間トオル、清水ミチコ、宮崎美子、えなりかずき |
| 85     | 5月20日  | 金額別ターンテーブル                          | 若村麻由美、瀧川鯉斗 |
| 86     | 5月27日  | ペケポンなぞかけ                              | 大和田獏、石田衣良、光浦靖子（オアシズ） 、ねづっち（Wコロン） |
| 86     | 5月27日  | 旬モノはどれだ？                              | 芦田愛菜 、阿部サダヲ |
| 87     | 6月3日   | ペケポン川柳                                  | 宮崎美子、林家正蔵、伊集院光、やくみつる |
| 87     | 6月3日   | 金額別ターンテーブル                          | 松下由樹 |
| 87     | 6月3日   | MAX敬語                                       | 大塚範一、生野陽子（フジテレビアナウンサー）、軽部真一（フジテレビアナウンサー）、皆藤愛子 |
| 88     | 6月10日  | ペケポン川柳                                  | 石坂浩二、高橋かおり、磯野貴理、にしゃんた |
| 88     | 6月10日  | 金額別ターンテーブル                          | 川原亜矢子、 松下由樹 |
| 89     | 6月17日  | ペケポンなぞかけ                              | 徳光和夫、紺野美沙子、高畑淳子、菊川怜 、ねづっち（Wコロン） |
| 89     | 6月17日  | 売れ月ホームセンター                          | 綾部祐二（ピース）、高畑淳子 |
| 90     | 6月24日  | ペケポン川柳                                  | 劇団ひとり、宮崎美子、升毅、歌原奈緒 |
| 90     | 6月24日  | 旬モノはどれだ？                              | 黒木メイサ、伊藤英明 |
| 90     | 6月24日  | ミチシルベ                                    | あき竹城、ISSA（DA PUMP）、穴井夕子、大友康平、松木安太郎、磯野貴理、板東英二 |
| 91     | 7月15日  | MAX敬語                                       | 風間トオル、西川史子、山村紅葉、三遊亭歌橘 |
| 91     | 7月15日  | 金額別ターンテーブル                          | 川越達也 |
| 92     | 7月22日  | ペケポン川柳                                  | 峰竜太、清水ミチコ、杉本哲太、勝谷誠彦、瀧川鯉斗 |
| 92     | 7月22日  | 旬モノはどれだ？                              | 上戸彩、北王子欣也 |
| 93     | 7月29日  | ペケポン川柳                                  | 谷山雅計、大塚範一、清水ミチコ、光浦靖子（オアシズ）、ねづっち（Wコロン）、にしゃんた、zopp、三遊亭歌橘 |
| 93     | 7月29日  | ペケポンなぞかけ                              | 谷山雅計、大塚範一、清水ミチコ、光浦靖子（オアシズ）、ねづっち（Wコロン）、にしゃんた、zopp、三遊亭歌橘 |
| 93     | 7月29日  | 金額別ターンテーブル                          | 仲村トオル |
| 94     | 8月5日   | MAX敬語                                       | 神保悟志、劇団ひとり、ロバート・キャンベル、福田彩乃 |
| 94     | 8月5日   | 金額別ターンテーブル                          | 高橋惠子 |
| 95     | 8月12日  | ペケポン就活                                  | 峰竜太、大和田獏、大桃美代子、光浦靖子（オアシズ）、にしゃんた |
| 95     | 8月12日  | 旬モノはどれだ？                              | 要潤、手塚理美 |
| 96     | 8月19日  | ペケポン川柳                                  | 宮崎美子、伊集院光、やくみつる、えなりかずき |
| 96     | 8月19日  | 金額別ターンテーブル                          | 真野あずさ |
| 96     | 8月19日  | ミチシルベ                                    | 新山千春、太田光代、野村沙知代、西川史子、倉田真由美、髙田万由子 |
| 97     | 9月2日   | 売れ月ホームセンター                          | 船越英一郎、山村紅葉 |
| 97     | 9月2日   | ペケポンなぞかけ                              | 風間トオル、大久保佳代子（オアシズ）、6代目三遊亭円楽、ねづっち（Wコロン） |
| 98     | 9月9日   | ペケポンなぞかけ                              | 風間トオル、大久保佳代子（オアシズ）、6代目三遊亭円楽、ねづっち（Wコロン） |
| 98     | 9月9日   | 金額別ターンテーブル                          | 大泉洋 |
| 99     | 9月16日  | ペケポン川柳                                  | 末吉くん、風間トオル、大塚範一、清水ミチコ |
| 99     | 9月16日  | 金額別ターンテーブル                          | イ・ホンギ |
| 100    | 9月23日  | ペケポン川柳                                  | 和田アキ子、武田修宏、西川史子、宮崎美子、やくみつる |
| 100    | 9月23日  | 金額別ターンテーブル                          | 芦田愛菜 |
| 100    | 9月23日  | 順番家の食卓                                  | 上田啓介 |
| 101    | 10月7日  | ペケポン川柳                                  | 片平なぎさ、神田正輝、山村紅葉、やくみつる |
| 101    | 10月7日  | 金額別ターンテーブル                          | 米倉涼子 |
| 101    | 10月7日  | 売れ月ホームセンター                          | 櫻井淳子、荻野目慶子 |
| 102    | 10月21日 | MAX敬語                                       | 紺野美沙子、高橋英樹、にしゃんた、福田彩乃、磯野貴理子 |
| 102    | 10月21日 | 旬モノはどれだ？                              | 椎名桔平、北川景子 |
| 103    | 12月9日  | ペケポン川柳                                  | 末吉くん、清水ミチコ、高橋英樹、宮崎美子、伊集院光、やくみつる、えなりかずき、にしゃんた、三遊亭歌橘 |
| 103    | 12月9日  | 金額別ターンテーブル                          | 仲間由紀恵 |
| 103    | 12月9日  | 売れ月ホームセンター                          | 天海祐希、マツコ・デラックス |
| 104    | 12月16日 | ペケポン川柳                                  | 伊集院光、やくみつる、えなりかずき、にしゃんた |
| 104    | 12月16日 | 金額別ターンテーブル                          | 羽鳥慎一 |
| 104    | 12月16日 | 旬モノはどれだ？                              | 生田斗真、東山紀之（少年隊） |

| 2012年 | 2012年   | 2012年                                             | 2012年 |
| 回数   | 放送日   | 放送内容                                           | ゲスト |
| ------ | -------- | -------------------------------------------------- | --- |
| 105    | 1月1日   | ペケポン川柳                                       | 林家正蔵、北野大、所ジョージ、宮崎美子、やくみつる、ビートたけし |
| 105    | 1月1日   | 旬モノはどれだ？                                   | KARA |
| 105    | 1月1日   | 金額別ターンテーブル                               | 鈴木福 |
| 106    | 1月20日  | MAX敬語                                            | 風間トオル、田山涼成、市田ひろみ、スザンヌ |
| 106    | 1月20日  | 金額別ターンテーブル                               | 松下奈緒 |
| 107    | 1月27日  | MAX敬語                                            | 風間トオル、田山涼成、市田ひろみ、スザンヌ |
| 107    | 1月27日  | 売れ月ホームセンター                               | 船越英一郎、古手川祐子 |
| 108    | 2月3日   | ペケポンなぞかけ                                   | 西村和彦、6代目三遊亭円楽、ねづっち（Wコロン）、近藤春菜（ハリセンボン） |
| 108    | 2月3日   | 金額別ターンテーブル                               | 三浦理恵子 |
| 109    | 2月10日  | ペケポン川柳                                       | 峰竜太、杉村太蔵、伊集院光、峯岸みなみ（AKB48） |
| 109    | 2月10日  | 金額別ターンテーブル                               | 井ノ原快彦 |
| 110    | 2月17日  | ペケポン川柳                                       | 有吉弘行、日村勇紀（バナナマン）、岡田圭右（ますだおかだ）、近藤春菜（ハリセンボン） |
| 110    | 2月17日  | 金額別ターンテーブル                               | 片平なぎさ |
| 110    | 2月17日  | ペケうた合唱団                                     | 大友康平 |
| 111    | 3月2日   | 川柳王決定戦                                       | 和田アキ子、有吉弘行、片山さつき、沢村一樹、伊集院光、やくみつる、J.A.T.D.、にしゃんた、小島慶子 |
| 111    | 3月2日   | 川柳四天王 グアムご褒美報告会                      | |
| 112    | 3月16日  | ペケポンなぞかけ                                   | 藤田弓子、田山涼成、船越英一郎、三遊亭好楽、光浦靖子（オアシズ）、吉井怜、ねづっち（Wコロン）、にしゃんた、金山一彦 |
| 112    | 3月16日  | MAX敬語                                            | 藤田弓子、田山涼成、船越英一郎、三遊亭好楽、光浦靖子（オアシズ）、吉井怜、ねづっち（Wコロン）、にしゃんた、金山一彦 |
| 112    | 3月16日  | 売れ月ホームセンター                               | 鈴木砂羽 |
| 113    | 3月30日  | ペケポン川柳                                       | 宮崎美子、伊集院光、やくみつる、えなりかずき |
| 113    | 3月30日  | 旬モノはどれだ？                                   | 生田斗真、吉高由里子 |
| 113    | 3月30日  | 第2回 上田祭 ペケポン川柳 MAX敬語 シャッフルプレス | |
| 114    | 4月6日   | ペケポンなぞかけ                                   | 笑福亭鶴光、6代目三遊亭円楽、伊集院光、三遊亭夢之助 |
| 114    | 4月6日   | 金額別ターンテーブル                               | 上田啓介、泉ピン子 |
| 114    | 4月6日   | 川柳四天王ぶらり詠み歩きの旅                       | マツコ・デラックス |
| 115    | 4月20日  | ペケポン川柳                                       | 有吉弘行、矢作兼（おぎやはぎ）、日村勇紀（バナナマン）、近藤春菜（ハリセンボン） |
| 115    | 4月20日  | お江戸にござる                                     | 大和田伸也 |
| 116    | 4月27日  | MAX敬語                                            | 野際陽子、中村俊介、小倉久寛、ダンカン |
| 116    | 4月27日  | 金額別ターンテーブル                               | 夏木マリ |
| 117    | 5月4日   | ペケポンなぞかけ                                   | 山村紅葉、高橋英樹、菊池麻衣子、かたせ梨乃 |
| 117    | 5月4日   | ブサイク整形クリニック                             | 郷ひろみ、磯野貴理子 |
| 117    | 5月4日   | 旬モノはどれだ？                                   | 剛力彩芽、佐野史郎、徳井健太（平成ノブシコブシ） |
| 118    | 5月11日  | ペケポン川柳                                       | 石田ゆり子、森永卓郎、にしゃんた、福田彩乃 |
| 118    | 5月11日  | 金額別ターンテーブル                               | 石田えり |
| 119    | 5月18日  | ペケポン就活                                       | 名取裕子、星野真里、山村紅葉、羽場裕一 |
| 119    | 5月18日  | 金額別ターンテーブル                               | 木の実ナナ |
| 120    | 5月25日  | ペケポン川柳                                       | 中山忍、音尾琢真（TEAM NACS）、浅野ゆう子、遠藤憲一 |
| 120    | 5月25日  | 売れ月ホームセンター                               | 中山忍、音尾琢真（TEAM NACS）、浅野ゆう子、遠藤憲一 |
| 121    | 6月8日   | チャイナしりとり                                   | 風間トオル、高岡早紀 |
| 121    | 6月8日   | 旬モノはどれだ？                                   | 生瀬勝久、小池栄子 |
| 122    | 6月15日  | ペケポンなぞかけ                                   | 矢作兼、武豊、ねづっち（Wコロン）、にしゃんた |
| 122    | 6月15日  | 金額別ターンテーブル                               | 財前直見 |
| 123    | 6月22日  | MAX敬語                                            | 草笛光子、若村麻由美、坂本昌行（V6）、佐野史郎 |
| 123    | 6月22日  | お江戸にござる                                     | 福田萌、東幹久 |
| 124    | 6月29日  | ペケポン川柳                                       | 風間トオル、宮崎美子、やくみつる、にしゃんた |
| 125    | 7月13日  | チャイナしりとり                                   | 佐藤隆太、高杉亘、伊藤英明 |
| 125    | 7月13日  | 旬モノはどれだ？                                   | 瀬戸朝香 |
| 125    | 7月13日  | 四天王 ご褒美写真集発売！                          | |
| 126    | 7月20日  | MAX敬語                                            | 風間トオル、中村俊介、嗣永桃子、にしゃんた |
| 126    | 7月20日  | 金額別ターンテーブル                               | 夏木マリ |
| 127    | 7月27日  | ペケポン川柳                                       | 三浦奈保子、髙田万由子、菊川怜、ヒャダイン |
| 127    | 7月27日  | 売れ月ホームセンター                               | 木の実ナナ、秋野暢子 |
| 128    | 8月3日   | 2012年歴史に残る事件簿SP                           | |
| 128    | 8月3日   | お台場合衆国 ペケポン体験ランド                    | 上田啓介 |
| 129    | 8月10日  | ペケポンなぞかけ                                   | 笑福亭鶴光、三遊亭好楽、三笑亭夢之助、桂三度 |
| 129    | 8月10日  | 金額別ターンテーブル                               | 木村佳乃 |
| 130    | 8月17日  | ペケポン川柳                                       | 美保純、東ちづる、渡辺典子、船越英一郎 |
| 130    | 8月17日  | 金額別ターンテーブル                               | 竹中直人 |
| 131    | 8月24日  | ペケポンなぞかけ                                   | 宮崎美子、伊集院光、やくみつる、えなりかずき |
| 131    | 8月24日  | 金額別ターンテーブル                               | 田中美佐子 |
| 132    | 8月31日  | 川柳王決定戦 タッグマッチSP                        | 和田アキ子、風間トオル、東国原英夫、田嶋陽子、杉村太蔵、笑福亭鶴光、秋吉久美子、山村紅葉、三笑亭夢之助、光浦靖子（オアシズ）、宮崎美子、菊川怜、伊藤利尋（フジテレビアナウンサー）、やくみつる、えなりかずき、にしゃんた、上田啓介、ヒャダイン、磯野貴理子、三浦雄一郎 |
| 132    | 8月31日  | ペケポン写真集 手売り販売会                        | |
| 133    | 9月14日  | MAX敬語                                            | 木の実ナナ、美保純、藤田弓子、池上季実子、草笛光子、星野真里、杉本彩、若村麻由美、山村紅葉、紺野美沙子、菊池麻衣子、かたせ梨乃 |
| 133    | 9月14日  | 一流の見極め                                       | 木の実ナナ、美保純、藤田弓子、池上季実子、草笛光子、星野真里、杉本彩、若村麻由美、山村紅葉、紺野美沙子、菊池麻衣子、かたせ梨乃 |
| 133    | 9月14日  | オノマトペ演技対決                                 | 木の実ナナ、美保純、藤田弓子、池上季実子、草笛光子、星野真里、杉本彩、若村麻由美、山村紅葉、紺野美沙子、菊池麻衣子、かたせ梨乃 |
| 134    | 9月28日  | ペケポン就活                                       | 片平なぎさ、大村崑、神田正輝、山村紅葉、黒川智花、とよた真帆 |
| 134    | 9月28日  | 金額別ターンテーブル                               | 片平なぎさ |
| 134    | 9月28日  | 順番家の食卓                                       | 片平なぎさ |
| 135    | 10月5日  | MAX敬語                                            | 菅野美穂、春海四方、市毛良枝、福田彩乃 |
| 135    | 10月5日  | 金額別ターンテーブル                               | 菅野美穂 |
| 135    | 10月5日  | 旬モノはどれだ？                                   | 阿部寛、YOU |
| 136    | 10月12日 | ペケポン川柳                                       | 鈴木砂羽、美保純、天童よしみ、松居直美、河内家菊水丸、伊集院光、やくみつる、デヴィ・スカルノ、IKKO、ヒャダイン、磯野貴理子、栗原類 |
| 136    | 10月12日 | ペケら塚ト書き団                                   | 高橋惠子、賀来千香子 |
| 137    | 11月2日  | 一流の見極め                                       | 萬田久子、森泉、デヴィ・スカルノ、IKKO |
| 137    | 11月2日  | ペケポン川柳                                       | 松尾依里佳、一龍斎貞鳳、やくみつる、熊本マリ |
| 138    | 11月9日  | ペケポン物産展10                                   | 大地真央、生瀬勝久、重盛さと美 |
| 139    | 11月16日 | ペケポン物産展10                                   | 酒井美紀、高橋英樹、かたせ梨乃 |
| 139    | 11月16日 | 一流の見極め                                       | 真野響子、眞野あずさ |
| 139    | 11月16日 | 旬モノはどれだ？                                   | 泉谷しげる、夏木マリ |
| 140    | 11月30日 | ペケポン物産展10                                   | 北乃きい、北斗晶、滝沢秀明（タッキー&翼） |
| 140    | 11月30日 | 旬モノはどれだ？                                   | 泉谷しげる、夏木マリ |
| 141    | 12月7日  | ペケポン川柳                                       | 宮崎美子、伊集院光、やくみつる、にしゃんた |
| 141    | 12月7日  | ペケポン就活                                       | 友利新、中田彩、西川史子、一青妙 |

| 2013年 | 2013年   | 2013年                                       | 2013年 |
| 回数   | 放送日   | 放送内容                                     | ゲスト |
| ------ | -------- | -------------------------------------------- | --- |
| 142    | 1月4日   | 川柳王決定戦 タッグマッチSP                  | 竹内力、石原良純、杉村太蔵、笑福亭鶴光、三笑亭夢之助、三浦奈保子、佐々木健介、紺野美沙子、宮崎美子、伊集院光、やくみつる、にしゃんた |
| 142    | 1月4日   | 一流の見極め                                 | 紅晴美、吉川幸枝、マダム信子、花田虎上、デヴィ・スカルノ、たかの友梨、かたせ梨乃、IKKO、木の実ナナ、高田良美、北斗晶、平愛梨、天童よしみ、川島なお美 |
| 143    | 1月18日  | ペケポン物産展10                             | 水森かおり、新山千春、松居一代 |
| 143    | 1月18日  | ペケポン川柳                                 | 一龍斎貞鳳、デヴィ・スカルノ、ブルボンヌ、紅晴美 |
| 144    | 1月25日  | ペケポンなぞかけ                             | 田山涼成、中田喜子、ねづっち（Wコロン）、えなりかずき |
| 144    | 1月25日  | 旬モノはどれだ？                             | 内田有紀、三浦翔平 |
| 145    | 2月8日   | ペケポン川柳                                 | 友利新、中田彩、西川史子、一青妙 |
| 145    | 2月8日   | 金額別ターンテーブル                         | 山下智久 |
| 146    | 2月15日  | 一流の見極め                                 | 秋野暢子、佐藤仁美、紺野美沙子、高田良美、高橋ひとみ、五月みどり、デヴィ・スカルノ、たかの友梨、かたせ梨乃、IKKO、仁香、吉川幸枝 |
| 147    | 2月22日  | ペケポン川柳                                 | 小森純、坂口杏里、鈴木奈々、古澤未来 |
| 147    | 2月22日  | 旬モノはどれだ？                             | 壇蜜、キンタロー。 |
| 148    | 3月1日   | 一流の見極め                                 | 紺野美沙子、高橋ひとみ、熊谷真実、夏樹陽子、羽野晶紀、デヴィ・スカルノ、たかの友梨、かたせ梨乃、IKKO、仁香 吉川幸枝、中島香里 |
| 148    | 3月1日   | 川柳四天王 修行内容 決定                     | |
| 149    | 3月20日  | 一流の見極め                                 | 木の実ナナ、山村紅葉、熊谷真実、菊池麻衣子、夏樹陽子、デヴィ・スカルノ、たかの友梨、あき竹城、野々部一露子、吉川幸枝、ソンミ |
| 150    | 3月28日  | 一流の見極め                                 | 中尾ミエ、秋野暢子、山村紅葉、高橋ひとみ、熊谷真実、デヴィ・スカルノ、たかの友梨、ジュディ・オング、IKKO、仁香、野々部一露子、吉川幸枝 |
| 150    | 3月28日  | ペケポン川柳修行第3弾 極寒の滝行             | |
| 151    | 4月12日  | 旬モノはどれだ？                             | 夏木マリ、土屋アンナ |
| 151    | 4月12日  | ペケポン就活                                 | 高田紗千子（梅小鉢）、ゆうたろう、ホリ、小石田純一 |
| 152    | 4月19日  | 川柳王決定戦タッグマッチSP                   | 和田アキ子、矢作兼（おぎやはぎ）、中西モナ、山村紅葉、山崎弘也（アンタッチャブル）、三浦奈保子、高橋真麻、江川達也、宮崎美子、伊集院光、やくみつる、デヴィ・スカルノ、えなりかずき、坂口杏里、ミッツ・マングローブ 、ブルボンヌ、ヒャダイン、石田亜佑美（モーニング娘。）、三浦雄一郎、振分親方 |
| 153    | 5月10日  | 金額別ターンテーブル                         | 大泉洋 |
| 153    | 5月10日  | 一流の見極め                                 | 鷲尾真知子、木の実ナナ、山村紅葉、熊谷真実、夏樹陽子、デヴィ・スカルノ、たかの友梨、カルーセル麻紀、あき竹城、仁香、野々部一露子、吉川幸枝 |
| 154    | 5月17日  | 芸能界フォトコンテスト                       | 大和田伸也、前田健、杉田かおる、小籔千豊、三倉茉奈、宮川俊二、貫地谷しほり、河西智美（AKB48）、英玲奈、アグネス・チャン、YU-KI（TRF）、山岸伸、テラウチマサト、安珠 |
| 155    | 5月24日  | 一流の見極め                                 | 和泉節子、池上季実子、真行寺君枝、秋野暢子、高橋ひとみ、デヴィ・スカルノ、たかの友梨、ジュディ・オング、かたせ梨乃、野々部一露子、吉川幸枝、元谷芙美子 |
| 156    | 5月31日  | 一流の見極め                                 | 奈美悦子、藤田弓子、杉本彩、真琴つばさ、高橋ひとみ、夏木陽介、たかの友梨、IKKO、服部由奈、野々部一露子、吉川幸枝、元谷芙美子 |
| 157    | 6月7日   | 旬モノはどれだ？                             | 渡辺麻友（AKB48）、松井玲奈（SKE48）、指原莉乃（HKT48）、入山杏奈（AKB48）、高橋みなみ（AKB48）、川栄李奈（AKB48） |
| 158    | 6月14日  | 謎解き川柳                                   | 石原良純、小川菜摘、髙田延彦、IKKO |
| 159    | 6月21日  | 謎解き川柳                                   | 友利新、中田彩、西川史子、一青妙 |
| 160    | 6月28日  | 謎解き川柳                                   | NEWS |
| 160    | 6月28日  | 金額別ターンテーブル                         | 藤山直美 |
| 161    | 7月12日  | 旬モノはどれだ？                             | 鈴木杏樹、長谷川京子、織田裕二 |
| 162    | 7月26日  | 謎解き川柳                                   | バナナマン（日村勇紀・設楽統）、山崎夕貴（フジテレビアナウンサー）、小島慶子 |
| 163    | 8月2日   | 謎解き川柳                                   | 櫻井翔（嵐）、伊集院光、三浦奈保子、ヒャダイン |
| 163    | 8月2日   | 一流の見極め                                 | 松本伊代、紫吹淳、三浦奈保子、芹那、夏樹陽子、デヴィ・スカルノ、たかの友梨、アグネス・チャン、IKKO、野々部一露子、吉川幸、 元谷芙美子 |
| 164    | 8月16日  | 揉め事4番勝負SP                              | |
| 164    | 8月16日  | デヴィ夫人が行く！あなたは本当にセレブなの？ | デヴィ・スカルノ、たかの友梨、野々部一露子、吉川幸枝 |
| 165    | 8月23日  | 謎解き川柳                                   | 片平なぎさ、大友康平、三浦奈保子、やくみつる |
| 165    | 8月23日  | わがままオーダー                             | 片平なぎさ、山本裕典 |
| 166    | 9月6日   | 謎解き川柳                                   | 福澤朗、大神いずみ、山本舞衣子、脊山麻理子 |
| 167    | 9月13日  | 辞書の間                                     | 齋藤孝、大林素子、金慶珠、伊集院光、西村賢太 |
| 167    | 9月13日  | 旬モノはどれだ？                             | 真琴つばさ、湖月わたる、未沙のえる |
| 168    | 9月20日  | 一流の見極め                                 | 神田うの、森下悠里、松本伊代、高橋ひとみ、河北麻友子、夏樹陽子、デヴィ・スカルノ、たかの友梨、IKKO、野々部一露子、吉川幸枝、元谷芙美子 |
| 168    | 9月20日  | わがままオーダー                             | 阿部サダヲ、 小池栄子 |
| 168    | 9月20日  | 順番家の食卓                                 | |
| 169    | 10月4日  | 謎解き川柳                                   | 草彅剛（SMAP）、香取慎吾（SMAP）、宮崎美子、伊集院光 |
| 169    | 10月4日  | 金額別ターンテーブル                         | 大竹しのぶ |
| 170    | 10月18日 | 辞書の間                                     | 齋藤孝、福澤朗、西川史子、岩崎夏海 |
| 170    | 10月18日 | 一流の見極め                                 | 川島なお美、 西村知美、神田うの、金慶珠、河北麻友子、デヴィ・スカルノ、たかの友梨、ジュディ・オング、IKKO、野々部一露子、吉川幸枝、元谷芙美子 |
| 170    | 10月18日 | わがままオーダー                             | 石原さとみ、沢村一樹 |
| 171    | 11月1日  | 旬モノはどれだ？                             | 剛力彩芽、大泉洋（TEAM NACS）、寺島進 |
| 172    | 11月8日  | わがままオーダー                             | 北川景子 |
| 173    | 11月15日 | 謎解き川柳                                   | 北斗晶、川崎希、三浦奈保子、佐々木健介、橋本志穂、やくみつる、ガダルカナル・タカ、IZAM（SHAZNA）、吉岡美穂、山本舞衣子、アレクサンダー |
| 174    | 11月22日 | 言葉の引き出し王決定戦                       | 福澤朗、富永美樹、倉田真由美、西川史子、勝間和代、中西モナ、角田龍平、岩崎夏海、西村賢太、山本舞衣子、東国原英夫、大渕愛子 |
| 175    | 11月29日 | 言葉の引き出し王決定戦                       | 木佐彩子、陣内貴美子、中西モナ、桜沢エリカ、江川達也、金田一秀穂、金慶珠、宮川俊二、やくみつる、かねさだ雪緒、岩崎夏海、三輪記子 |
| 176    | 12月6日  | 謎解き川柳                                   | 三浦翔平、佐藤健、伊集院光、山本舞衣子 |
| 177    | 12月13日 | 一流の見極め王決定戦                         | 木の実ナナ、平愛梨、高橋ひとみ、夏樹陽子、デヴィ・スカルノ、たかの友梨、ジュディ・オング、IKKO |
| 178    | 12月20日 | 引き出し王決定戦                             | |

| 2014年 - 2015年 | 2014年 - 2015年 | 2014年 - 2015年                                 |
| 回数            | 放送日          | 放送内容                                        |
| --------------- | --------------- | ----------------------------------------------- |
| 179             | 1月10日         | 川柳王決定戦 謎解き川柳タッグマッチトーナメント |
| 180             | 1月24日         | 旬モノはどれだ？                                |
| 181             | 1月31日         | 引き出し王決定戦                                |
| 182             | 2月7日          | Who am I？                                      |
| 182             | 2月7日          | 謎解き川柳                                      |
| 183             | 2月14日         | Who am I？                                      |
| 183             | 2月14日         | 一流の見極め王決定戦                            |
| 184             | 2月21日         | 引き出し王決定戦                                |
| 185             | 2月28日         | Who am I？                                      |
| 185             | 2月28日         | わがままオーダー                                |
| 186             | 3月7日          | 引き出し王決定戦                                |
| 187             | 3月14日         | Who am I？                                      |
| 188             | 3月21日         | 引き出し王決定戦                                |
| 189             | 4月18日         | 引き出し王決定戦                                |
| 189             | 4月18日         | 旬モノはどれだ？                                |
| 190             | 5月2日          | 引き出し王決定戦                                |
| 191             | 5月9日          | 旬モノはどれだ？                                |
| 191             | 5月9日          | 上戸彩が会いたい旬な達人登場                    |
| 192             | 5月16日         | 引き出し王決定戦                                |
| 193             | 5月23日         | 引き出し王決定戦                                |
| 194             | 6月6日          | 引き出し王決定戦                                |
| 195             | 6月13日         | 引き出し王決定戦                                |
| 196             | 7月4日          | 引き出し王決定戦                                |
| 197             | 7月11日         | 引き出し王決定戦                                |
| 198             | 7月18日         | 引き出し王決定戦                                |
| 199             | 7月25日         | 引き出し王決定戦                                |
| 200             | 8月1日          | ペケポン川柳                                    |
| 201             | 8月8日          | ストレッチクイズ                                |
| 201             | 8月8日          | 引き出し王決定戦                                |
| 202             | 8月15日         | 引き出し王決定戦名勝負BEST3                     |
| 202             | 8月15日         | Who am I？                                      |
| 202             | 8月15日         | お台場新大陸 ペケポン体感ランド                 |
| 203             | 8月29日         | ペケポン川柳                                    |
| 204             | 9月12日         | 引き出し王決定戦                                |
| 204             | 9月12日         | プロが告白！ 業界アンサー                       |
| 205             | 9月19日         | ペケポン川柳 四天王最強は？ 川柳バトルSP        |
| 206             | 10月17日        | ペケポン川柳 四天王最強は？ 川柳バトルSP        |
| 207             | 10月24日        | 伝統ある和食のご法度Q                           |
| 208             | 10月31日        | ペケポン川柳 四天王サバイバルマッチ             |
| 209             | 11月7日         | 秋の行楽川柳 鎌倉で食べて飲んでの大はしゃぎ     |
| 210             | 11月28日        | 伝統ある和食のご法度Q                           |
| 211             | 12月19日        | 冬の行楽川柳 in 京都SP                          |
| 211             | 12月19日        | 引き出し王スペシャル                            |
| 212             | 2015年 1月23日  | ペケポン川柳 四天王サバイバルマッチ             |
| 213             | 1月30日         | ペケポン川柳 四天王サバイバルマッチ             |
| 214             | 2月6日          | 引き出し王決定戦                                |
| 215             | 2月20日         | ペケポン川柳 四天王サバイバルマッチ             |
| 216             | 2月27日         | 一流の見極め                                    |
| 217             | 3月6日          | 引き出し王決定戦                                |
| 218             | 3月13日         | ペケポン川柳 四天王サバイバルマッチ             |
| 218             | 3月13日         | 一流の見極め                                    |

ペケポンプラス
| 2015年 - 2016年 | 2015年 - 2016年 | 2015年 - 2016年                                  |
| 回数            | 放送日          | 放送内容                                         |
| --------------- | --------------- | ------------------------------------------------ |
| 1               | 4月14日         | 脱出せよ！！ナゾな城                             |
| 1               | 4月14日         | 引き出し王                                       |
| 1               | 4月14日         | 有田屋デパート地下一階                           |
| 2               | 4月28日         | ペケポンお受験                                   |
| 2               | 4月28日         | 脱出せよ！！ナゾな城                             |
| 3               | 5月12日         | ペケポンお受験                                   |
| 3               | 5月12日         | 有田屋デパート地下一階                           |
| 4               | 5月19日         | 脱出せよ！！ナゾな城                             |
| 4               | 5月19日         | ペケポンお受験                                   |
| 5               | 5月26日         | 脱出せよ！！ナゾな城                             |
| 5               | 5月26日         | ペケポンお受験                                   |
| 6               | 6月2日          | 脱出せよ！！ナゾな城                             |
| 6               | 6月2日          | 寺田心プレゼンツ 引き出し王                      |
| 7               | 6月23日         | 脱出せよ！！ナゾな城                             |
| 7               | 6月23日         | 有田屋デパート地下一階                           |
| 8               | 7月14日         | 脱出せよ！！ナゾな城 三つ巴スペシャル            |
| 8               | 7月14日         | ペケポンお受験                                   |
| 9               | 7月28日         | 脱出せよ！！ナゾな城 三つ巴スペシャル            |
| 9               | 7月28日         | 有田屋デパート地下一階                           |
| 10              | 8月11日         | 脱出せよ！！ナゾな城 三つ巴スペシャル            |
| 10              | 8月11日         | ペケポンお受験 親バカ保護者参観SP                |
| 11              | 9月15日         | 脱出せよ！！ナゾな城 三つ巴スペシャル            |
| 11              | 9月15日         | 有田屋デパート地下一階                           |
| 12              | 11月10日        | ペケポンお受験 我が子は天才？ 親バカ保護者参観SP |
| 12              | 11月10日        | 脱出せよ！！ナゾな城                             |
| 13              | 11月17日        | ペケポンお受験 保護者参観SP                      |
| 14              | 11月24日        | 脱出せよ！！ナゾな城                             |
| 14              | 11月24日        | 有田屋デパート地下一階                           |
| 15              | 12月1日         | 脱出せよ！！ナゾな城                             |
| 15              | 12月1日         | ペケポンお受験 保護者参観SP                      |
| 16              | 12月8日         | 有田屋デパート地下一階                           |
| 16              | 12月8日         | ペケポンお受験 保護者参観SP                      |
| 17              | 12月15日        | 脱出せよ！！ナゾな城                             |
| 18              | 12月22日        | 脱出せよ！！ナゾな城                             |
| 18              | 12月22日        | ペケポンお受験                                   |
| 19              | 2016年 1月12日  | 脱出せよ！！ナゾな城                             |
| 19              | 2016年 1月12日  | ペケポンお受験                                   |
| 20              | 1月26日         | ペケポンダービー                                 |
| 20              | 1月26日         | ペケポンお受験                                   |
| 21              | 2月2日          | ペケポンダービー                                 |
| 22              | 2月9日          | ペケポンダービー                                 |
| 23              | 2月23日         | ペケポンダービー                                 |

## FNSの日
同局で毎年1回放送されている夏の長時間特別番組『FNSの日』内で1コーナーとして当番組が放送されていた（下記参照）。いずれもペケポン川柳コーナー（2023年以降は後継番組の名を冠した『ナゾトレ川柳』）で対決。
FNSの日26時間テレビ2009 超笑顔パレード 爆笑!お台場合宿!!
- 2009年7月26日生放送。総合司会は島田紳助。他の出演者はヘキサゴンファミリー。

FNSの日26時間テレビ2010 超笑顔パレード 絆 爆笑!お台場合宿!!
- 2010年7月25日生放送。総合司会は島田紳助。他の出演者はヘキサゴンファミリー。

FNS27時間テレビ めちゃ2デジッてるッ! 笑顔になれなきゃテレビじゃないじゃ〜ん!!
- 2011年7月24日生放送。総合司会はone hundred。（ナインティナイン（岡村隆史・矢部浩之）、中居正広（SMAP））他の出演者はめちゃイケメンバー。

FNS27時間テレビ 笑っていいとも! 真夏の超団結特大号 徹夜で頑張っちゃってもいいかな?
- 2012年7月22日生放送。総合司会は森田一義。他の出演者はいいとも!メンバー。

FNS27時間テレビ 鬼笑い祭
- 2023年7月23日生放送。総合司会は千鳥、かまいたち、ダイアン。

FNS27時間テレビ 日本一たのしい学園祭!
- 2024年7月20日・21日生放送。総合司会は霜降り明星、チョコレートプラネット、ハナコ。

## スタッフ
- 構成：堀江利幸、酒井健作、榊暁彦、林田晋一
- ナレーション：服部伴蔵門、塩山由佳
- TP（テクニカルプロデューサー）：高瀬義美
- SW（スイッチャー）：小林光行
- CAM（カメラ）：遠藤俊洋
- VE（ビデオエンジニア）：山下悠介
- AUD（音声）：小清水健治
- 照明：堀江泰輔
- 編集：岩崎秀徳、小川琢磨、井上真一
- MA（マルチオーディオ）：大浦克寿
- 音効：西山知史
- ペイント：吉沢真純
- CG：鈴木鉄平（フジテレビ）
- 美術制作：豊田亮介（フジテレビ）
- 美術進行：林勇
- 美術デザイナー：鈴木賢太・永井達也（共にフジテレビ）
- 大道具：杉本孝宏
- アクリル装飾：斉藤祐介
- 特殊装置：栢本大輔
- 植木装飾：荒川直史
- 視覚効果：中溝雅彦
- アートフレーム：坂脇伸吾
- 衣装：宮澤愛
- メイク：大橋由美子
- スタイリスト：設楽宗秀
- リサーチ：スコープ、ビスポ
- 問題監修：矢野了平
- 技術協力：ニユーテレス、fmt、IMAGICA、4-Legs、マルチバックス
- 制作協力：THE WORKS、D:COMPLEX、SSSystem、SPIN GLASS、U-FIELD
- 広報：平井隆（フジテレビ）
- TK（タイムキーパー）：松下絵里
- FD（フロアディレクター）：登内翼斗（フジテレビ、以前はAD）
- デスク：松尾裕子
- AP（アシスタントプロデューサー）：小林靖子（エスエスシステム）、今尾千里
- プロデューサー：桐谷太一（THE WORKS、以前は制作進行 → AP）、和田健（フジテレビ）
- ディレクター：成田真司、安田大地、蛯原俊行、岩渕純一
- 演出：西原信行（THE WORKS、以前はディレクター→チーフディレクター→プロデューサー）、前川コーファン(前川善郎)（U-FIELD、以前はディレクター）、丸林徳昭（D:COMPLEX、以前はディレクター）
- 総合演出：渡辺琢（フジテレビ）
- チーフプロデューサー：亀高美智子（当時フジテレビ）
- 制作：フジテレビバラエティ制作センター
- 制作著作：フジテレビ

### 過去のスタッフ
- 構成：海老克哉、鈴木おさむ、下田雄大、加藤正人、竹内貴正
- ブレーン：田中健一、日髙大介
- SW：長瀬正人
- CAM：横山政照
- 写真：三宅英文（川柳担当）
- 照明：本沢啓史
- 編集：横山勉、檜山勉、森本高生
- MA：武田慎司
- 美術プロデューサー：井上幸夫・桐山三千代（共にフジテレビ、桐山→以前はセットデザイン）
- 装飾：岡田寿也、太田博之
- 電飾：田中信太郎、中みつ子
- 植木装飾：広田明
- 調理：石黒裕紀（ターンテーブル担当）
- メイク：石井隆志、石井織恵
- スタイリスト：阿部剛志
- リサーチ：フォーミュレーション、Bリサーチ
- タイトル：新味且将
- CG：木本禎子（フジテレビ）
- 編成：坪田譲治・成河広明・水野綾子・林英美（共にフジテレビ、水野→当時である）
- 広報：遠藤恵・加藤麻衣子（共にフジテレビ）
- デスク：済本明里、渡辺美保
- AP：佐藤一巳、児玉芳郎、大村嘉範、西塚譲、高橋洋子
- FD：小澤雄一
- ディレクター：永田修一、浅尾和寿（BEE BRAIN）、曽根珠江（THE WORKS）、姉崎正広（SHO-GUN）、山崎学、森伸太郎、飯島拓哉、橘弘史、遠藤貴士、豊島克也、鈴木大二郎、兼丸洋介（エスエスシステム）、太田秀司（フジテレビ、以前はFD）、唐雅則（Smile On）
- 総合演出：武田誠司（フジテレビ、以前はディレクター → 演出）
- プロデューサー：笹川正平（当時フジテレビ）、田隝宗昭（以前はAP）
- チーフプロデューサー：石川綾一（フジテレビ、以前はチーフディレクター → プロデューサー）
- 制作：清水宏泰（当時フジテレビ、以前はチーフプロデューサー）
- スタッフ協力：笑軍様

## ネット局と放送時間

### 放送開始から2008年9月まで
| 放送対象地域   | 放送局                    | 系列                          | 放送日時                     | 遅れ       |
| -------------- | ------------------------- | ----------------------------- | ---------------------------- | ---------- |
| 関東広域圏     | フジテレビ（CX）          | フジテレビ系列                | 水曜 0:45 - 1:08（火曜深夜） | 制作局     |
| 岩手県         | 岩手めんこいテレビ（mit） | フジテレビ系列                | 水曜 0:45 - 1:08（火曜深夜） | 同時ネット |
| 宮城県         | 仙台放送（OX）            | フジテレビ系列                | 水曜 0:45 - 1:08（火曜深夜） | 同時ネット |
| 北海道         | 北海道文化放送（uhb）     | フジテレビ系列                | 水曜 0:40 - 1:05（火曜深夜） | 遅れネット |
| 秋田県         | 秋田テレビ（AKT）         | フジテレビ系列                | 日曜 1:35 - 2:00（月曜深夜） | 遅れネット |
| 山形県         | さくらんぼテレビ（SAY）   | フジテレビ系列                | 火曜 0:35 - 1:00（月曜深夜） | 遅れネット |
| 福島県         | 福島テレビ（FTV）         | フジテレビ系列                | 木曜 0:35 - 0:58（水曜深夜） | 遅れネット |
| 長野県         | 長野放送（NBS）           | フジテレビ系列                | 水曜 0:35 - 0:58（火曜深夜） | 遅れネット |
| 新潟県         | 新潟総合テレビ（NST）     | フジテレビ系列                | 水曜 0:35 - 0:58（火曜深夜） | 遅れネット |
| 静岡県         | テレビ静岡（SUT）         | フジテレビ系列                | 土曜 1:10 - 1:35（金曜深夜） | 遅れネット |
| 富山県         | 富山テレビ（BBT）         | フジテレビ系列                | 日曜 1:10 - 1:35（土曜深夜） | 遅れネット |
| 石川県         | 石川テレビ（ITC）         | フジテレビ系列                | 火曜 15:00 - 15:25           | 遅れネット |
| 福井県         | 福井テレビ（FTB）         | フジテレビ系列                | 火曜 0:40 - 1:05（月曜深夜） | 遅れネット |
| 中京広域圏     | 東海テレビ（THK）         | フジテレビ系列                | 木曜 0:35 - 1:00（水曜深夜） | 遅れネット |
| 近畿広域圏     | 関西テレビ（KTV）         | フジテレビ系列                | 金曜 0:50 - 1:13（木曜深夜） | 遅れネット |
| 岡山県・香川県 | 岡山放送（OHK）           | フジテレビ系列                | 土曜 1:15 - 1:40（金曜深夜） | 遅れネット |
| 広島県         | テレビ新広島（tss）       | フジテレビ系列                | 木曜 0:35 - 1:00（水曜深夜） | 遅れネット |
| 愛媛県         | テレビ愛媛（EBC）         | フジテレビ系列                | 火曜 0:35 - 1:00（月曜深夜） | 遅れネット |
| 高知県         | 高知さんさんテレビ（KSS） | フジテレビ系列                | 水曜 1:10 - 1:35（火曜深夜） | 遅れネット |
| 福岡県         | テレビ西日本（TNC）       | フジテレビ系列                | 木曜 0:50 - 1:15（水曜深夜） | 遅れネット |
| 佐賀県         | サガテレビ（sts）         | フジテレビ系列                | 火曜 0:35 - 1:00（月曜深夜） | 遅れネット |
| 長崎県         | テレビ長崎（KTN）         | フジテレビ系列                | 金曜 0:45 - 1:10（木曜深夜） | 遅れネット |
| 熊本県         | テレビくまもと（TKU）     | フジテレビ系列                | 火曜 0:35 - 1:00（月曜深夜） | 遅れネット |
| 大分県         | テレビ大分（TOS）         | 日本テレビ系列 フジテレビ系列 | 水曜 1:29 - 1:54（火曜深夜） | 遅れネット |

- テレビ新広島は、2007年5月2日・7月18日放送分は『コンバット』休止のため10分先行。また2007年9月19日放送分までは同時ネット、10月26日から遅れ放送となった。
- 石川テレビは、火曜2:10 - 2:35（月曜深夜）に放送していたが2008年3月で一旦打ち切り、後に火曜 15:00 - 15:25に放送を再開した。
- 沖縄テレビは昼の時間帯に不定期で放送していた。
- 関西テレビは、9月頃まで水曜1:30 - 1:53（火曜深夜）に放送していたが一旦打ち切り、2008年4月18日から「〜ゴールデンプランズ」より放送を再開した。
- 鹿児島テレビでは基本的には日曜午後に放送していた。
- テレビ山口（TBS系列）では2007年12月19日より不定期で放送していた（#13 片岡鶴太郎×マツコ・デラックスの回から放送）。

### 2008年10月から2009年3月まで
- 毎週火曜 23:00 - 23:30
  - ただしクロスネット局のテレビ大分では金曜 1:38 - 2:08（木曜深夜）に、テレビ宮崎では土曜 16:00 - 16:30に、それぞれ遅れネットで放送していた[11]。

### 2009年5月から2015年3月まで
- 全編ローカルセールス枠のため、フジテレビ以外の通常時同時ネット局であっても週によってはローカル編成を行う場合があった。その場合は土曜か日曜の昼間に振り替え放送もしくはネット返上になることがあった。

| 放送対象地域   | 放送局                    | 系列                                         | 放送日時           | 遅れ       | 備考                 |
| -------------- | ------------------------- | -------------------------------------------- | ------------------ | ---------- | -------------------- |
| 関東広域圏     | フジテレビ（CX）          | フジテレビ系列                               | 金曜 19:00 - 19:57 | 制作局     |                      |
| 北海道         | 北海道文化放送（uhb）     | フジテレビ系列                               | 金曜 19:00 - 19:57 | 同時ネット |                      |
| 岩手県         | 岩手めんこいテレビ（mit） | フジテレビ系列                               | 金曜 19:00 - 19:57 | 同時ネット |                      |
| 宮城県         | 仙台放送（OX）            | フジテレビ系列                               | 金曜 19:00 - 19:57 | 同時ネット |                      |
| 秋田県         | 秋田テレビ（AKT）         | フジテレビ系列                               | 金曜 19:00 - 19:57 | 同時ネット |                      |
| 山形県         | さくらんぼテレビ（SAY）   | フジテレビ系列                               | 金曜 19:00 - 19:57 | 同時ネット |                      |
| 福島県         | 福島テレビ（FTV）         | フジテレビ系列                               | 金曜 19:00 - 19:57 | 同時ネット |                      |
| 新潟県         | 新潟総合テレビ（NST）     | フジテレビ系列                               | 金曜 19:00 - 19:57 | 同時ネット | [ 12 ] [ 10 ]        |
| 長野県         | 長野放送（NBS）           | フジテレビ系列                               | 金曜 19:00 - 19:57 | 同時ネット |                      |
| 静岡県         | テレビ静岡（SUT）         | フジテレビ系列                               | 金曜 19:00 - 19:57 | 同時ネット |                      |
| 中京広域圏     | 東海テレビ（THK）         | フジテレビ系列                               | 金曜 19:00 - 19:57 | 同時ネット | [ 13 ]               |
| 富山県         | 富山テレビ（BBT）         | フジテレビ系列                               | 金曜 19:00 - 19:57 | 同時ネット |                      |
| 石川県         | 石川テレビ（ITC）         | フジテレビ系列                               | 金曜 19:00 - 19:57 | 同時ネット |                      |
| 福井県         | 福井テレビ（FTB）         | フジテレビ系列                               | 金曜 19:00 - 19:57 | 同時ネット |                      |
| 島根県・鳥取県 | 山陰中央テレビ(TSK)       | フジテレビ系列                               | 金曜 19:00 - 19:57 | 同時ネット |                      |
| 広島県         | テレビ新広島（tss）       | フジテレビ系列                               | 金曜 19:00 - 19:57 | 同時ネット |                      |
| 愛媛県         | テレビ愛媛（EBC）         | フジテレビ系列                               | 金曜 19:00 - 19:57 | 同時ネット |                      |
| 高知県         | 高知さんさんテレビ（KSS） | フジテレビ系列                               | 金曜 19:00 - 19:57 | 同時ネット |                      |
| 佐賀県         | サガテレビ（sts）         | フジテレビ系列                               | 金曜 19:00 - 19:57 | 同時ネット |                      |
| 長崎県         | テレビ長崎（KTN）         | フジテレビ系列                               | 金曜 19:00 - 19:57 | 同時ネット |                      |
| 熊本県         | テレビくまもと（TKU）     | フジテレビ系列                               | 金曜 19:00 - 19:57 | 同時ネット |                      |
| 大分県         | テレビ大分（TOS）         | 日本テレビ系列 フジテレビ系列                | 金曜 19:00 - 19:57 | 同時ネット |                      |
| 鹿児島県       | 鹿児島テレビ（KTS）       | フジテレビ系列                               | 金曜 19:00 - 19:57 | 同時ネット |                      |
| 沖縄県         | 沖縄テレビ（OTV）         | フジテレビ系列                               | 金曜 19:00 - 19:57 | 同時ネット |                      |
| 近畿広域圏     | 関西テレビ（KTV）         | フジテレビ系列                               | 日曜 13:54 - 14:54 | 遅れネット | [ 14 ] [ 15 ] [ 16 ] |
| 岡山県・香川県 | 岡山放送（OHK）           | フジテレビ系列                               | 土曜 16:00 - 17:00 | 遅れネット | [ 17 ] [ 18 ]        |
| 宮崎県         | テレビ宮崎（UMK）         | フジテレビ系列 日本テレビ系列 テレビ朝日系列 | 土曜 14:30 - 15:30 | 遅れネット | [ 19 ]               |
| 山口県         | テレビ山口（tys）         | TBS系列                                      | 不定期放送         | 遅れネット | [ 20 ]               |
| 青森県         | 青森朝日放送（ABA）       | テレビ朝日系列                               | 不定期放送         | 遅れネット | [ 21 ]               |
| 福岡県         | テレビ西日本（TNC）       | フジテレビ系列                               | 不定期放送         | 遅れネット | [ 22 ]               |

- 2009年6月26日の放送はその日に死去したマイケル・ジャクソンの緊急追悼特番を放送したため、後枠『ホンネの殿堂!!』と合わせて休止となった[23]。
- 2011年3月11日の放送は当日に発生した東北地方太平洋沖地震（東日本大震災）関連の『FNN報道特別番組』が組まれたため休止し、3月25日に振り替えられた。また、当日は「日本の絆スペシャル」と題した。
- 2014年11月21日は『緊急追悼特番　高倉健さん83歳逝く…不器用な男の銀幕伝説』放送[24]のため、放送休止。

### 2015年4月から番組終了まで
全編ローカルセールス枠のため、火曜19時台に移行後は同時ネットの局であっても週によってはローカル編成を行う場合があり、プロ野球中継などが放送された場合は後日の振り替え放送は基本的に行われなかった。
| 放送対象地域   | 放送局                    | 系列                          | 放送日時           | 遅れ       | 備考   |
| -------------- | ------------------------- | ----------------------------- | ------------------ | ---------- | ------ |
| 関東広域圏     | フジテレビ（CX）          | フジテレビ系列                | 火曜 19:00 - 19:57 | 制作局     | 制作局 |
| 北海道         | 北海道文化放送（uhb）     | フジテレビ系列                | 火曜 19:00 - 19:57 | 同時ネット |        |
| 岩手県         | 岩手めんこいテレビ（mit） | フジテレビ系列                | 火曜 19:00 - 19:57 | 同時ネット |        |
| 宮城県         | 仙台放送（OX）            | フジテレビ系列                | 火曜 19:00 - 19:57 | 同時ネット |        |
| 秋田県         | 秋田テレビ（AKT）         | フジテレビ系列                | 火曜 19:00 - 19:57 | 同時ネット |        |
| 山形県         | さくらんぼテレビ（SAY）   | フジテレビ系列                | 火曜 19:00 - 19:57 | 同時ネット |        |
| 福島県         | 福島テレビ（FTV）         | フジテレビ系列                | 火曜 19:00 - 19:57 | 同時ネット |        |
| 新潟県         | 新潟総合テレビ（NST）     | フジテレビ系列                | 火曜 19:00 - 19:57 | 同時ネット |        |
| 長野県         | 長野放送（NBS）           | フジテレビ系列                | 火曜 19:00 - 19:57 | 同時ネット |        |
| 静岡県         | テレビ静岡（SUT）         | フジテレビ系列                | 火曜 19:00 - 19:57 | 同時ネット |        |
| 中京広域圏     | 東海テレビ（THK）         | フジテレビ系列                | 火曜 19:00 - 19:57 | 同時ネット |        |
| 富山県         | 富山テレビ（BBT）         | フジテレビ系列                | 火曜 19:00 - 19:57 | 同時ネット |        |
| 石川県         | 石川テレビ（ITC）         | フジテレビ系列                | 火曜 19:00 - 19:57 | 同時ネット |        |
| 福井県         | 福井テレビ（FTB）         | フジテレビ系列                | 火曜 19:00 - 19:57 | 同時ネット |        |
| 島根県・鳥取県 | 山陰中央テレビ（TSK）     | フジテレビ系列                | 火曜 19:00 - 19:57 | 同時ネット |        |
| 広島県         | テレビ新広島（tss）       | フジテレビ系列                | 火曜 19:00 - 19:57 | 同時ネット |        |
| 岡山県・香川県 | 岡山放送（OHK）           | フジテレビ系列                | 火曜 19:00 - 19:57 | 同時ネット |        |
| 愛媛県         | テレビ愛媛（EBC）         | フジテレビ系列                | 火曜 19:00 - 19:57 | 同時ネット |        |
| 高知県         | 高知さんさんテレビ（KSS） | フジテレビ系列                | 火曜 19:00 - 19:57 | 同時ネット |        |
| 福岡県         | テレビ西日本（TNC）       | フジテレビ系列                | 火曜 19:00 - 19:57 | 同時ネット | [ 25 ] |
| 佐賀県         | サガテレビ（STS）         | フジテレビ系列                | 火曜 19:00 - 19:57 | 同時ネット |        |
| 長崎県         | テレビ長崎（KTN）         | フジテレビ系列                | 火曜 19:00 - 19:57 | 同時ネット |        |
| 熊本県         | テレビくまもと（TKU）     | フジテレビ系列                | 火曜 19:00 - 19:57 | 同時ネット |        |
| 大分県         | テレビ大分（TOS）         | 日本テレビ系列 フジテレビ系列 | 火曜 19:00 - 19:57 | 同時ネット |        |
| 鹿児島県       | 鹿児島テレビ（KTS）       | フジテレビ系列                | 火曜 19:00 - 19:57 | 同時ネット |        |
| 沖縄県         | 沖縄テレビ（OTV）         | フジテレビ系列                | 火曜 19:00 - 19:57 | 同時ネット |        |

- 関西テレビ[26]・テレビ宮崎を除く26局ネットで放送。
- TBS系列のテレビ山口（tys）でも単発特番扱い[27]で放送した事がある。

### 変遷
| 期間    | 期間    | タイトル                          | 放送曜日             | 放送時間（日本時間）  |
| ------- | ------- | --------------------------------- | -------------------- | --------------------- |
| 2007.04 | 2007.09 | タカトシ×くりぃむのペケ×ポン      | 水曜日（火曜日深夜） | 0:45 - 1:08（23分）   |
| 2007.10 | 2008.03 | ペケ×ポン シックスプランズ        | 水曜日（火曜日深夜） | 0:45 - 1:08（23分）   |
| 2008.04 | 2008.09 | ペケ×ポン ゴールデンプランズ      | 水曜日（火曜日深夜） | 0:45 - 1:08（23分）   |
| 2008.10 | 2009.03 | ペケ×ポン                         | 火曜日               | 23:00 - 23:30（30分） |
| 2009.04 | 2015.03 | ゲーム&クイズバラエティ ペケ×ポン | 金曜日               | 19:00 - 19:57（57分） |
| 2015.04 | 2016.02 | ペケポンプラス                    | 火曜日               | 19:00 - 19:57（57分） |